# Slănic-Moldova
Slănic-Moldova (în trecut, Băile Slănic și Slănic, în maghiară Szlanikfürdő) este un oraș în județul Bacău, Moldova, România, format din localitățile componente Cerdac, Cireșoaia și Slănic-Moldova (reședința).

## Geografie

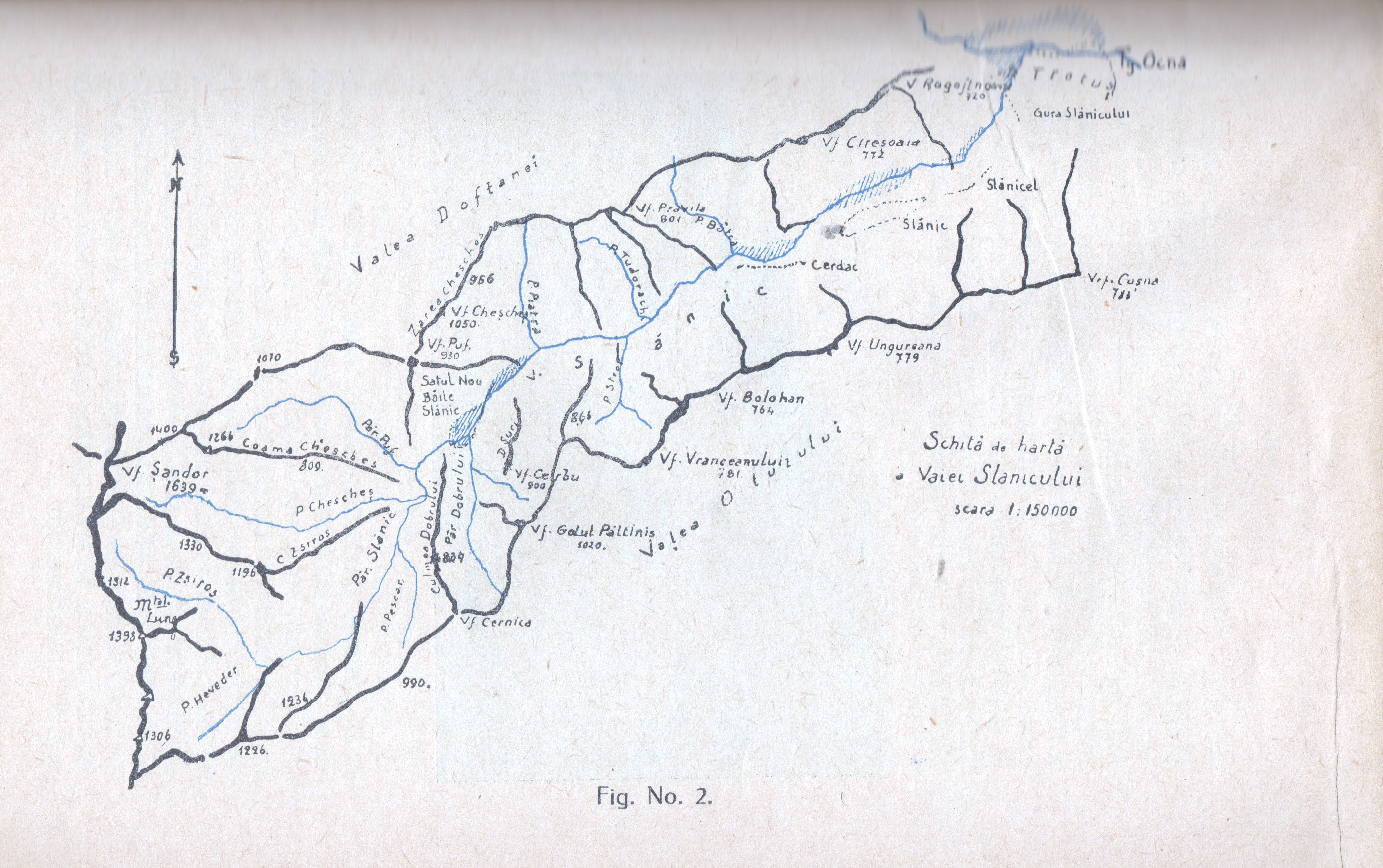
Hartă cu datele geografice ale văii Slănicului (1934)

Orașul se află în partea de sud-vest a județului, la limita cu județul Covasna, în bazinul râului Slănic (un afluent al Trotușului), la poalele Munților Nemira cu vârful Șandru, formațiunile de unde izvorăște și râul din Carpații Orientali, la o altitudine de circa 530 m, într-o vale îngustă înconjurată de păduri de fagi și brazi. Râul are o lungime de 28 km și o poziție transversală față de principalele unități structurale, de traversare de la vest la est, rezultând o vale cu o succesiune de muncei, dar și defilee și bazinete mici depresionare pe care se află așezări temporare sau permanente. Aceste forme se datorează faptului că localitatea se află în totalitate în zona flișului marginal. Structura petrografică a acestei zone este complexă și se caracterizează prin alternanța pe orizontală a gresiilor dure cu roci mai moi și friabile.
Aproape de izvorul râului Slănic, în bazinetele mici în suprafață, există case de vânătoare, cabane forestiere, puncte de refugiu, cabane turistice și altele. În aval, la aproximativ 7 km de izvor, se află Poiana Căprioarei (sau Poiana Kecskés, provenit din limba maghiară), unde există zona de camping. În aval cu câțiva kilometri, în valea este destul de strâmtă, există izvoarele minerale și stațiunea balneoclimaterică propriu-zisă  Slănic-Moldova. În cele două bazinete mai mari din aval s-au dezvoltat satele Cerdac și Cireșoaia (sau Biserica).
Orașul este deservit de șoseaua națională DN12B, care duce spre nord-est la Târgu Ocna, unde se termină în DN12A.
Pe teritoriul orașului se află două zone protejate: calcarele cu Litothamnius din localitatea Cireșoaia, și tuful de la Falcău.

### Geologie
Compoziția și structura solului constă în terenuri terțiare vechi. În mod special, două formațiuni răspândite în Carpații Orientali alternează de la gura râului până dincolo de izvoarele din stațiune, acestea fiind gresia de Kliwa sau Tisești și șisturile disodilice cu schelete de pești, ambele aparținând perioadei oligocenice, iar spre partea muntoasă mai sus de izvoare, alcătuind mai ales masivul Șandorului se remarcă o altă formațiune mai veche: gresia de Uz sau de Tarcău, ca vârstă aparținând perioadei eocenice. Toate aceste formațiuni dețin proprietăți deosebite, în special gresia de Tisești. Aceasta este formată din straturi puternice de gresie fină, silicioasă, fiind foarte dură. Se presupune a fi formată din cimentarea nisipurilor unei plaje marine în continuă retragere în timpurile terțiare vechi.
Șisturile disodilice și menelitice stau la baza gresiei de Tisești, aparținând unui oligocen mediu. Straturile sunt subțiri, de culoare brună, mai rar cenușie, având o bază puternică argiloasă cu straturile de menelită și de alte substanțe silicioase impregnate cu substanțe organice (săruri și alți corpi cum ar fi pești fosilizați, în special schelete și solzi, remarcate în straturile deschise de lângă hotelul Racoviță). Straturile fiind bogate în substanțe bituminoase, se presupune a proveni din maluri sapropelice de natură lagunară ori de țărm de mare, transformate radical de-a lungul timpului prin căldura și presiunea la care au fost supuse.
Băile Slănic sunt așezate în totalitate în cuprinsul șisturilor disodelice, acest fapt explică atât deschiderea relativ largă și posibilitatea așezării prielnice unei așezări cât și proveniența conținutului șisturilor în săruri, acestea la rândul lor captate de apele izvoarelor, ducând la fenomenul de disoluție.
Între culmea Dobrului și coama Cheșcheșului, valea Slănicului creează o mare despicătură în formațiunea gresiei de Uz, care dă o impresie vizuală de masivitate, între punctul „Cascadă” spre fundul văii și pe văile afluenților. Gresia de Uz fiind poroasă, de culoare gălbui-cenușie, conținând mult calcar, aceasta poate sustrage circulația apelor superficiale, rezultând pante neobișnuit de mari ce se pot observa pe dealurile Dobrului, Cheșcheșului, Pufului etc.
Pe valea Slănicului se remarcă raportul celor două zone principale ale Carpaților Orientali: zona internă și cea marginală a flișului. Totodată se poate observa că păturile vechi terțiare au fost supuse unor frământări violente, în unele locuri în arhitectura scoarței există o linie tectonică de contact anormal a formațiunilor flișului, în preajma deschiderii izvoarelor minerale ale băilor, ceea ce le face compoziția chimică unică atât în țară cât și în Europa. Apele carbonate cu degajare de dioxid de carbon cât și tufurile calcaroase din proximitatea izvorului nr. 1 prezintă în cantități mici dioxid de cărbune (cândva în proporții mai mari), ce ajung în apele minerale din preajma stațiunii. Originea lor, luând în calcul linia tectonică din apropiere, poate fi rezultată în urma unor fenomene post-vulcanice, fiind un fenomen izolat de mofetele din lanțul eruptiv din Transilvania.
O parte din apele izvoarelor minerale aveau o temperatură mai crescută în trecut. Pe parcursul ieșirii la suprafață apele preiau dioxid de carbon. S-a remarcat și o anumită radioactivitate (dovedită de doctorii Dragomir Hurmuzescu și N. Patriciu), fiind pusă pe seama emanațiilor din profunzimi, ușurate în ascensiunea lor de linia de dislocație.

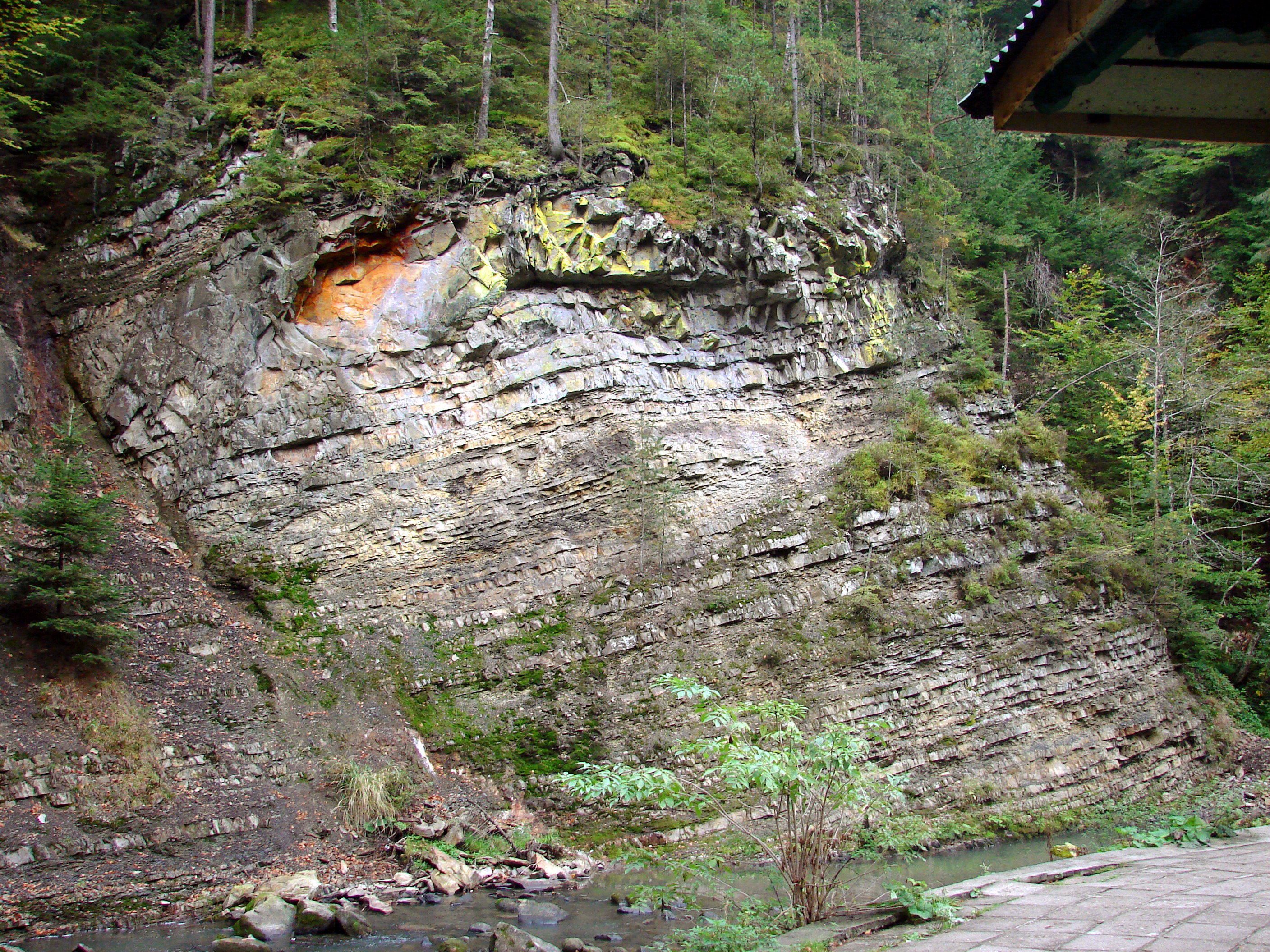
Depuneri de sulf și oxid de fier în stâncăria de lângă păstrăvărie

Relieful regiunii prezintă un contrast izbitor de forme. Pantele de peste 200 m sunt anevoioase și uneori imposibil de urcat. De la altitudinea de 600 m în zona izvoarelor principale ale râului și la 700 m în zona băilor orizonturile se deschid, iar pantele abrupte devin mai domoale până spre creste.
Culmea de sud, de pe partea dreaptă râului Slănic, este mai unitară și e cuprinsă între vârful Coșna (cu formă conică) și golul Păltiniș, de la sud de stațiune, asemănându-se cu un plai slab ondulat, cu podișuri largi (Saroșa) și cu piscuri mai înălțate. Între cele două vârfuri (Coșna – 772 m și Panțirul – 772 m) plaiul se menține la altitudinea de 700 m. Se mai remarcă vârfurile Ungureanu (779 m), Bolohan (764 m), Vrânceanul (781 m).
Culmea de nord, care începe de la Târgu Ocna de pe vârfurile Măgura Ocnei și Rogojinoaia, are o identitate perfectă de formă și înălțime precum și culmea sudică. Prezintă vârfurile: Cireșoaia (772 m) și Panțirul (720 m). O curmătură a culmii se vede la Cerdac, făcută de pârâul Bâtca. O înălțare bruscă de aproximativ 150–200 m se observă pentru ambele culmi, cu vârfurile Pravila la nord și Păltiniș la sud cât și pentru culmile din jurul stațiunii.
Numeroși afluenți ai râului Slănic despart creste netede cu podișuri relativ largi, ce se mențin între 850–1000 m altitudine. La N-V de stațiune se ridică pantele abrupte ale Pufului (930 m), lăsând în împrejurul său un larg podiș (850 m) de la care pleacă o culme slab ondulată, lăsându-se spre râul Dofteana cu culmea Cheșcheșului iar la nord-vest o altă culme de aceeași înălțime ce se îndreaptă către vârfurile Șandor și Nemira. De la vârful Puf, coama Cheșcheșului este îndreptată în două trepte tot către vârful Șandor. Pe partea dreaptă se remarcă culmi scurte ca Șivie cu vârful Cerbului, Păltinișul cu Cernica și mai sus plaiul neted al Dobrului.
Valea Slănicului se învecinează dincolo de crestele cele mai mari cu valea Pârâului Negru, afluent al râului Olt. Înălțimea mare a culmilor de unde pornesc izvoarele râului Slănic (Cheșcheș, Zsiros, Heveder, Pescarului) și din defileele formate în gresia de Uz, compun un peisaj sălbatic. Toate aceste culmi sunt picioarele masivului Șandor (1639 m) sau ale crestei principale despărțitoare de ape ale Muntelui Lung (Czengo-Ponk – 1398 m) care are o direcție aproape N-S, ducând spre vârful Moghioroș de lângă Brețcu.

### Climat
Stațiunea se află la adăpost de curenții de aer, fiind aflată în versantul estic al Carpaților Orientali. Se remarcă un climat de tranziție între dealuri și subalpin, cu veri puțin mai reci (17,8 °C, media temperaturii în luna iulie) și ierni blânde (-4 °C, media temperaturii în luna ianuarie), fiind avantajată față de alte stațiuni situate în depresiunile Carpaților.
Localitatea de reședință a orașului este stațiune cu sezon permanent cu o climă intramontană-depresionară temperată.
Aerul este puternic ionizat, bogat în aerosoli rășinoși și aromați.

## Demografie
Componența etnică a orașului Slănic-Moldova
     Români (85,79%)
     Alte etnii (0,1%)
     Necunoscută (14,11%)
Componența confesională a orașului Slănic-Moldova
     Romano-catolici (52,75%)
     Ortodocși (32,34%)
     Alte religii (0,55%)
     Necunoscută (14,36%)
Conform recensământului efectuat în 2021, populația orașului Slănic-Moldova se ridică la 4.011 locuitori, în scădere față de recensământul anterior din 2011, când fuseseră înregistrați 4.198 de locuitori. Majoritatea locuitorilor sunt români (85,79%), iar pentru 14,11% nu se cunoaște apartenența etnică. Din punct de vedere confesional, majoritatea locuitorilor sunt romano-catolici (52,75%), cu o minoritate de ortodocși (32,34%), iar pentru 14,36% nu se cunoaște apartenența confesională.
Date: Recensăminte sau birourile de statistică - grafică realizată de Wikipedia

## Politică și administrație
Orașul Slănic-Moldova este administrat de un primar și un consiliu local compus din 13 consilieri. Primarul, Benone Moraru[*], de la Partidul Social Democrat, este în funcție din 1 noiembrie 2024. Începând cu alegerile locale din 2024, consiliul local are următoarea componență pe partide politice:
|  | Partid                          | Consilieri | Componența Consiliului | Componența Consiliului | Componența Consiliului | Componența Consiliului | Componența Consiliului |
|  | ------------------------------- | ---------- | ---------------------- | ---------------------- | ---------------------- | ---------------------- | ---------------------- |
|  | Partidul Social Democrat        | 5          |                        |                        |                        |                        |                        |
|  | Alianța pentru Unirea Românilor | 4          |                        |                        |                        |                        |                        |
|  | Partidul Național Liberal       | 3          |                        |                        |                        |                        |                        |
|  | Alianța Dreapta Unită           | 1          |                        |                        |                        |                        |                        |

## Istoric

### Fondare

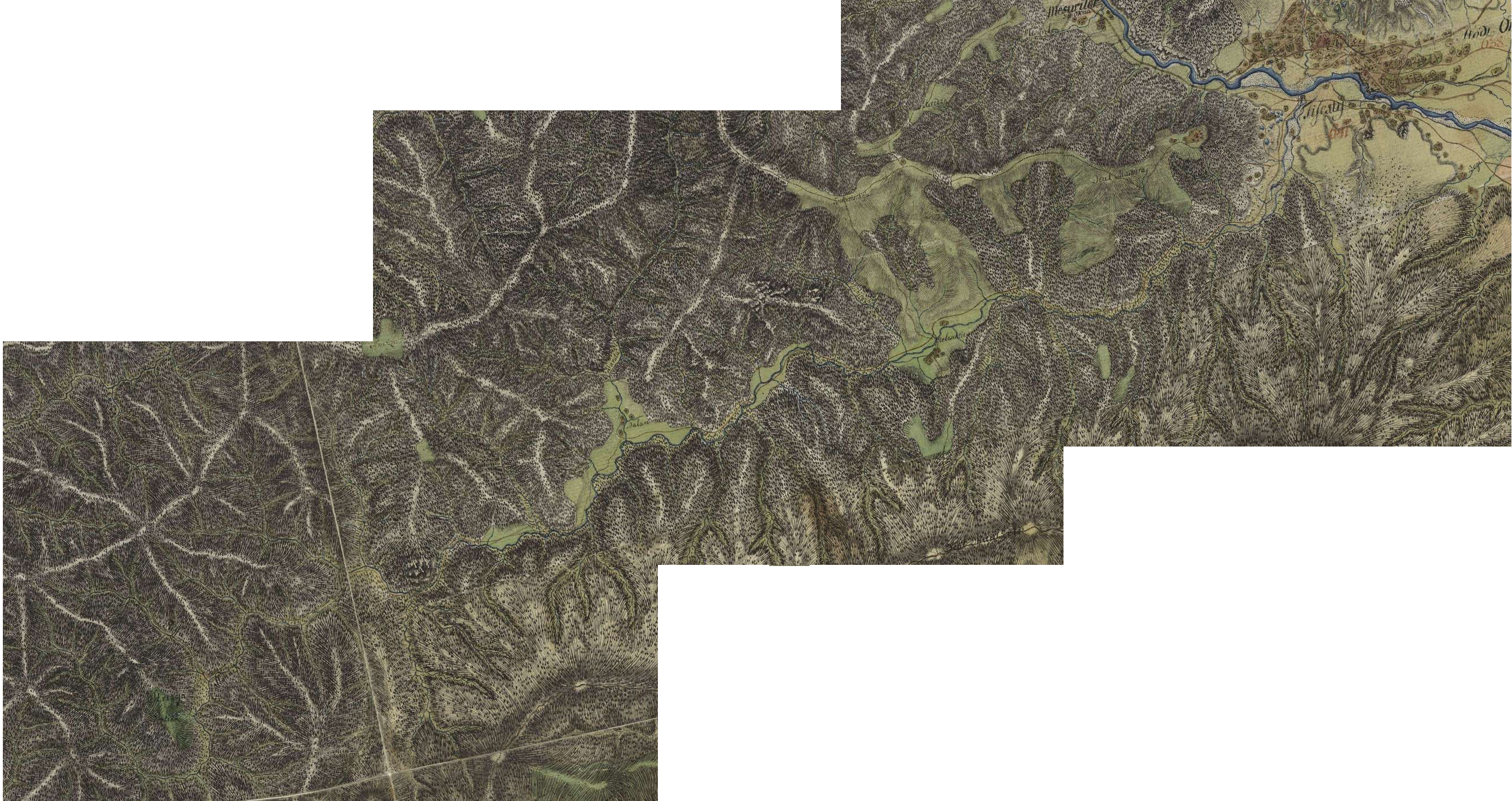
Harta topografică iozefină pentru Principatul Moldovei (1788–1790), unde este reprezentată valea Slănicului. De remarcat așezările „Heleschtieu” pe locul actualului cartier Cireșoaia și „Balan” pe locul actualului cartier Cerdac.

Orașul face parte din generația localităților moderne ce își are originea în prima jumătate a secolului al XIX-lea. Începutul organizării nucleului actualului oraș este datorită descoperirii în anul 1800, de către serdarul Mihăilucă, a două izvoare minerale (nr. 1 și nr. 2). Organizarea unei stațiuni balneare a durat mai multe decenii, datorită condițiilor social-economice. Teritoriul ocupat de izvoarele minerale, împreună cu fondul forestier învecinat, a fost luat în posesie de mai mulți proprietari, care n-au manifestat interes pentru punerea în valoare a apelor minerale. Așa se explică faptul că localitatea Slănic nu este înscrisă în hărțile Moldovei (F. W. von Bawr, 1781; F. X. Hora von Otzellowitz, 1890).
Valea Slănicului a aparținut în vechime de pământul gospod al Târgu Ocnei, despre care se știa a fi proprietate a șavgăilor, lucrători la ocnele de sare. Este posibil ca localnicii să fi sesizat existența izvoarelor minerale de multă vreme, dar folosirea și atestarea în documente a avut loc mult mai târziu.
Cea mai veche menționare provine din 1 ianuarie 1757, când într-un hrisov valea Slănicului și ocnele de sare de la Târgu Ocna au fost consemnate ca parte a moșiei domnitorului Constantin Cehan Racoviță, fiul domnitorului Mihai Racoviță. Mai târziu, serdarul Mihalache Spiridon, numit și serdarul Mihăilucă, slujitor al domnitorului și cămăraș la ocnă, a luat în arendă moșia domnească. La începutul arendei valea nu era cunoscută decât de vânători. Serdarul, provenit din Târgu Ocna, a declarat în actul de danie al Slănicului că stăpânea acest loc ca dreapta avere a sa, cum au crezut și alți jeluitori într-o petiție dată camerelor în 1880. Potrivit lui Gheorghe Ghibănescu, serdarul nu era proprietar de ocină, însă a fost unul cu contract, așa cum l-a urmat hatmanul Alecu Aslan, tatăl lui Ceaur Aslan, până în 1847.
Descoperirea izvoarelor minerale și începuturile utilizării în vindecarea unor boli au fost legate de vânătoarea de cerbi a serdarului, când în 20 iulie 1801 acesta a descoperit primul izvor. Evenimentul coincide cu cel care a dus la descoperirea apelor de la Karlovy Vary (Karlsbad), situată într-un cadru natural asemănător Slănicului, ceea ce a dus la compararea stațiunii moldave cu respectiva. Slănic s-a remarcat ca fiind una dintre cele mai vechi stațiuni balneare din Vechiul Regat (Moldova și Țara Românească).
În 4 august 1791 (sau după calendarul islamic, 1205) s-a delimitat țara Moldovei dinspre Ardeal în Bucovina, unde în tratatul încheiat între reprezentanții Porții Otomane și conducerea Sfântului Imperiu Roman s-a descris și regiunea Slănicului:
| “ | „De acolo (Oituz) se sue hotarul pe pârâul Cernicăi în sus până la obîrsia lui, ce ’i zic Ungurii Idopotak și cotindu-se tîrtarul de la obîrșiă ține plaiul pe Zarea Cernicăi către muntele Chișos și urmează până unde se întâlnește plaiul Cernicăi pe piciorul muntelui Chișaos și în curmătura numitului plai e marea austriacă. De acolo abătându-se hotarul în mâna dreaptă să pogoară în pârâul ce se numește Păscariu și urmează curgerea lui până unde dă în apa Slăniculuî, ce o numesc Ungurii Solonțu potoc și urmează asemenea și curgerea lui până în gura pârâului Keșkeșuluî și de acolo urmează în potriva curgerei lui în sus până subt picioarele Keșkeșului apucă Zarea piciorului Keșkeșuluî și merge pe la capul muntelui Șandra mare, ce ’i zic ungurii Nagy Sandri, și de acolo merge Ia vârful Șandrului mic, ce ’i zic ungurii Kic-Țandru, și de acolo pe la poarta de vânt ce se numește ungurește Săil Copoi și să sue în vârful muntelui Nimira-mică, ce ’i zic ungurii Kici-Nimira, și să pogoară pe curmătura, ce este între munții Nimira mică și Nimira mare, unde este marea austriacă.” | ” |
|   | |   |

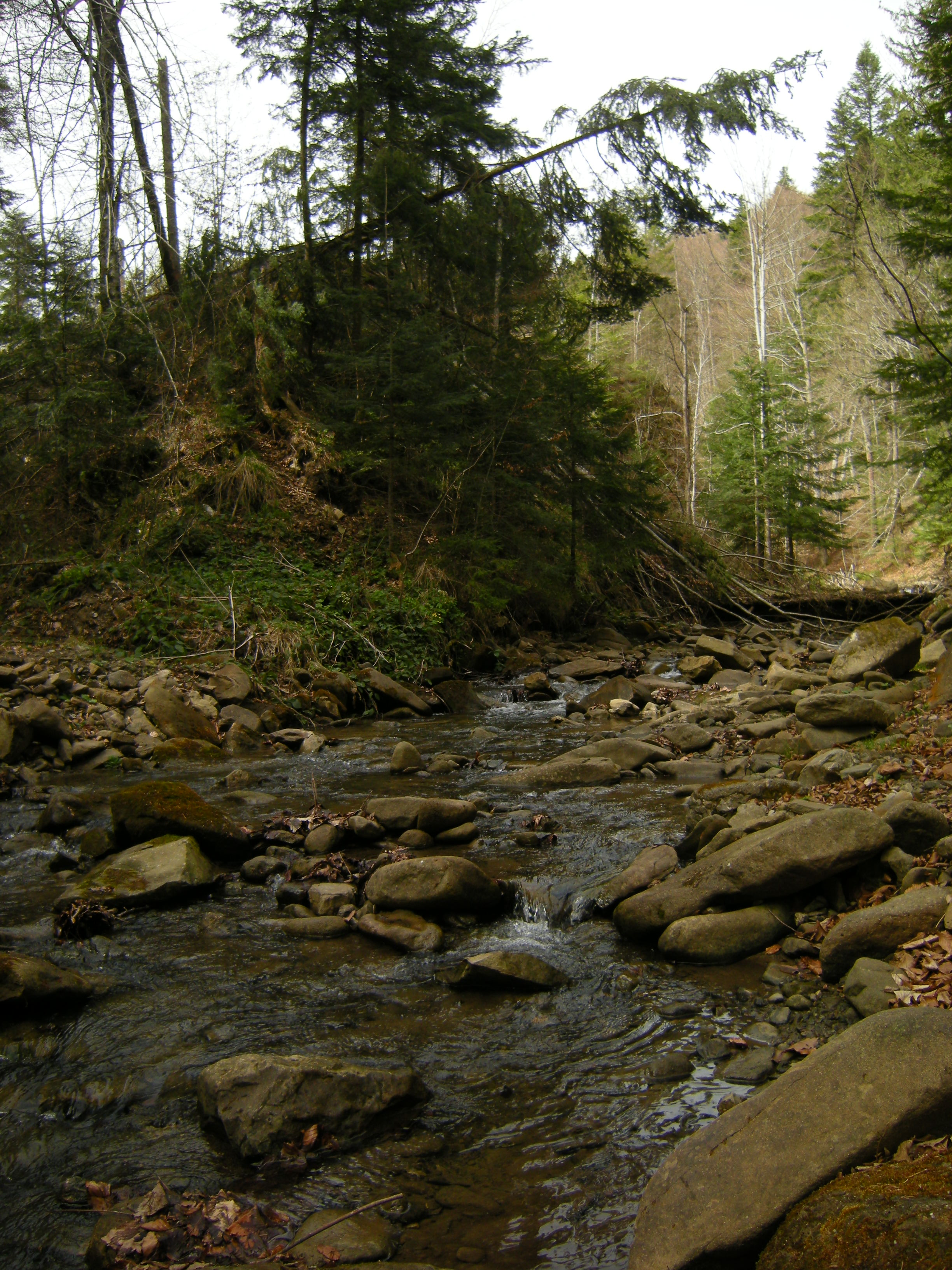
Pârâul Cheșcheș

În anul 1800 serdarul a descoperit primul izvor a cărui apă i s-a părut mai deosebită, remarcând gustul sărat. Cu o altă ocazie, a mai găsit alte două izvoare în aproprierea primului. Primul izvor l-a denumit „Izvorul No. 1” iar pe celelalte două „No. 2” și „No. 3” iar în anul 1807 s-au mai găsit și altele. În 1816 mitropolitul Veniamin Costache și alți boieri au vizitat locul. Proprietățile curative au atras constant mulți oameni, informația răspândindu-se în tot Principatul Moldovei și peste graniță. Inconvenientul însă a fost că valea Slănicului era foarte slab populată, iar accesul spre izvoare era greu. În următoarea perioadă Mihalache Spiridon a obținut voia de de la Scarlat Callimachi de a strămuta 12 familii de rufetași de la ocnă pe valea Slănicului, scutindu-i de bir pe timp de 10 ani, pentru a se îngriji de izvoare și cei veniți la cură.
Peste zece ani, sub domnia lui Mihail Sturza, numărul coloniștilor a ajuns la 27, iar în anul 1836 la 50. În același timp antreprenorul băilor a fost obligat a construi 6 camere și feredeie (băi) pentru pacienți. Pe lângă populația provenită din Târgu Ocna au venit imigranți din Transilvania și țărani moldoveni din zonă pentru valorificarea pășunilor din zonă, locuitorii din Slănic, valea Oituzului și împrejurimi au întemeiat Satu Nou, Cerdac și Biserica (Cireșoaia) în prima jumătate a secolului al XlX-lea. Din punct  de vedere etnic, cea mai veche populație a văii o reprezintă ceangăii în majoritate, veniți cel mai probabil la jumătatea secolului XVIII-la în Gura Slănicului (cea mai veche așezare), mai departe Slănicelul, Satu Nou și apoi Slănicul propriu-zis.

### Concedarea și conflictul proprietarului de drept
Potrivit hotărniciei din 5 decembrie 1815 a banului Veisa Cazimir: „iar dinspre apus în capul hotarului domnesc și împresoară o bucată din locul domeesc de către hotarul țărei Ungurești, pentru că lăsând comisarii cele adevărate granițe, ce s’au hotărât în anii trecuți (1791) au pășit cu stăpânirea încoace în spre Moldova peste acei munți ce ’i arată hotarnica făcută din vremea aceia (1791) precum iarăși prin hartă se arată, remânând ca de către înălțimea ta [Scarlat Calimachi] precum se vii socoti să se pue la cale.” De aici reiese pentru Gheorghe Ghibănescu faptul că Slănicul intra atunci în locul gospod al Ocnelor. În hotărnicia din 1815 nu a fost amintit serdarul Mihalache de către Veisa Cazimir datorită faptului că nu era proprietar de ocină, Ghibănescu declarând că norocul lui Mihalache a fost descoperirea izvoarelor și faptul că a fost promotorul băilor.
În urma mai multor daraveli între Principatul Moldovei cu locuitorii din Târgu Ocna, statul a început să dispună de domeniul Slănicului, pe care l-a dat cu contract mai multor boieri, precum Alecu Aslan, de când provine și inscripția de la izvorul No. 6 (1844). Însă potrivit Cleopatrei Tăutu în monografia stațiunii, autoritățile au confiscat în 1840 domeniul serdarului iar construcțiile realizate până atunci au început să se deterioreze. Statul nu a putut să dezvolte băile iar arendașii cu contract nu au știut ce să facă, astfel Epitropia Sfântul Spiridon din Iași, în această situație, a făcut suplică la Divanul Țării în 1846 pentru a li se ceda lor domeniul. În același an s-a votat în cadrul Obșteștei Adunări ca Slănic să treacă în proprietatea epitropiei. Grigore Alexandru Ghica a hotărât să concedeze în 2 noiembrie 1851 proprietatea, unde se mai descoperiseră izvoarele No. 6 și 7, către Epitropia Sfântul Spiridon din Iași, cu o avere însemnată, pentru a îngriji și dezvolta stațiunea, acțiune confirmată prin 12 condiții:
1. „Se dă Epitropii Slănicul cu toată întinderea ce a avut’o când îl stăpânea Mihălucă și Alecu Aslan până la 1847.[19]
2. Pentru înlesnirea feredeelor și a locuitorilor hrisovoliți Epitropia va da câte 10 fâlci pădure pe an. Iar după ce se va dezbate cestiunea proprietăței cu fiscul i se va da 800 fălci, ca să aibă pădure trebuitoare. (În acest caz, Epitropia a ajuns în deplină posesiune abia în 21 noiembrie 1877, potrivit raportului lui Stolojan către Cameră din 1880).[19]
3. Epitropia va pune în curs de 10 ani, începând de la 1853, 80 de odăi, temelia de piatră, zidul de cărămidă, și fie care odae de 2 st. patrați; iar pentru celelalte binale (case) făcute, va lua o chirie potrivită.[19]
4. Pentru înlesnirea apelor minerale să se facă zidării de piatră la fiecare izvor, și să se aducă un himic să analiseze apele, cum și sălămura de pe malul drept al Trotoșului.[19]
5. In lunele Iunie Iulie August vor fi în Slănic un doctor și o spițerie.[19]
6. Se vor face Alee și Șosele pentru înlesnirea comunicației și înfrumusețare.[19]
7. Vor fi 20 paturi pentru bolnavi pe vremea feredeelor.[19]
8. Se va îngriji de a le mâncărei, mai ales pâine, carne, și lumânări ce se vor vinde cu jumătatea de preț mai scump ca în Târgu-Ocna, iar întrebuințarea a orice product de mâncare și consumație pentru însuși trebuința musafirilor vor fi neopriți și slobod de orice condiții de monopol.[19]
9. Serviciul să fie mulțămitor, fiind oameni și căzi de făcut băi calde, chiar în casă.[19]
10. Din cele 10 fălci se va vinde lemne la musafiri cu un preț potrivit.[19]
11. Biserica din Slănic va avea parte din venitul Slănicului, după hirsovul din 1850.[19]
12. Să dă Slănicul Epitropiei în vederea ajutorului și înlesnirea pătimașilor.”[19]

Epitropia Sfântul Spiridon din Iași a luat în primire stațiunea în 25 februarie 1852.
Gheorghe Ghibănescu a evidențiat faptul că o parte din condiții au fost respectate, iar altele omise. Spre exemplu, faptul că deși epitropia avea un hotel mare în 1890 și se avea în vedere construirea altor două în anii următori, numărul de 80 de camere fiind astfel îndeplinit, prețurile de ședere și a mâncării erau mari. De asemenea, exista un spațiu de cazare subdimensionat față de numărul de turiști veniți, iar potențialii clienți având la cunoștință acest lucru, renunțau să mai vină. Istoricul a recomandat în acest caz o condică cu totalul camerelor, mărimea și prețul pentru ca turiștii să nu fie păcăliți. Referitor la punctul 8, s-au menționat între alimente lumânările dar nu și vinul, însă la 1890 în Slănic se comercializa mai mult vin decât lumânări. Pe de altă parte, hrisovul a menționat libera concurență a alimentelor, lucru care nu a fost respectat deloc de epitropie, prin instituirea unui monopol prin birturi, băcănii și piețe. Astfel au rezultat conflicte între epitropie și locuitorii din Satu Nou care practicau comerțul sau refuzarea accesului în stațiune cu anumite obiecte inofensive.
În trecut, proprietatea mai fusese încredințată epitropiei de către Cehan Racoviță, spre sfârșitul vieții sale. În virtutea vechii proprietăți a șavgăilor s-a dat jalbă la domnitorul Ghica tot în 1851 împotriva concedărei băilor către epitropie. Jăluitorii din Ocna în adunarea legislativă din Iași din 1860 au recunoscut deplina proprietate a rufetașilor din oraș asupra văii.

### Prima etapă a dezvoltării
În anul 1830, din ordinul generalului Pavel Kiseleff, protomedicul Mihai Zotta și farmacistul Antoine Abrahamffy au făcut analiza chimică a celor trei izvoare cunoscute.
Izvorul No. 1 a fost numit de către serdarul Mihăilucă „Sf. Mihai”, iar în anii următori, fiul acestuia, Mihail Nastasache a descoperit alte 7 izvoare minerale la poalele dealului Măgura, întemeindu-se a doua stațiune de pe valea Slănicului „Băile Nastasachi” din Târgu Ocna. În 1839, la Slănic au fost descoperite izvoarele No. 4 și 5 și s-a amenajat bazinul izvorului No. 2. În vara aceluiași an izvorul No. 4 a fost numit „Sf. Ana” iar izvorul No. 5 „Sf. Pantelimon” iar peste 5 ani un nou izvor descoperit (No. 6) a fost denumit „Alecu Ghica”, după numele domnitorului Moldovei de la acel moment.
După trecerea în posesia epitropiei, izvorul No. 7 descoperit în anul 1852 a fost denumit „Sf-ta Aglaia” iar izvorul No. 1 bis „Alexandru”. În 1856 doctorul Ludwig Stege împreună cu doi chimiști străini au realizat o analiză chimică a apelor, fiind ulterior dată publicității.
În 1854 doctorul Ludwig Steege a publicat o dare de seamă, în limbile franceză și română, despre stațiune. În 27 martie 1887 doctorul Bernardt Lendway a realizat un raport către ministrul de interne, rezumând cercetările proprii. În același an, doctorul S. Konya a făcut un studiu analitic și descriptiv în care a reunit studiile proprii din perioada 1881–1887, adăugând o descriere a localității, observații meteorologice, o hartă topografică și vederi ale izvoarelor.
În 1863 Ministerul de Interne, prin direcțiunea serviciului sanitar, a admis regulamentul special al stațiunii. În 1873 s-a mai dat un teren de 800 fălci din proprietatea statului în jurul băilor.
Potrivit medicului Anastasiu Fetu (1866), stațiunea era una dintre cele mai importante de acest fel prin poziția geografică, în Carpați, la granița cu Austro-Ungaria, climatică, prin puritatea aerului, dar și prin variația de ape minerale cu utilități diferite, îndeplinind cerințele pentru a deveni una dintre cele mai însemnate ale Orientului. De asemenea, exista o legătură prin noile rețele de cale ferată din Austro-Ungaria și România.
În secolul al XIX-lea, accesul din Târgu Ocna se făcea anevoios prin parcurgerea râului Slănic, în cea mai mare parte pe malul stâng, în unele locuri foarte apropiat de râu, iar pentru femei cel mai convenabil era folosirea carului cu boi iar pentru bărbați a calului de călărie, pe durata a două ore până în Cerdac și încă jumătate de oră până în Slănic. În Cerdac drumul se bifurca spre Pârâul Cerei, în pădure, unde se găsea ceară de pământ (ozocherită). În timp de 10 ani, s-a creat un drum către Slănic prin circulația intensă, cu puține intervenții pe cale inginerească. Pe tot traseul existau pereți instabili de stânci, care se prăbușeau în râu. În unele locuri rămâneau în urma acestor prăbușiri spații pentru adăpostire în caz de necesitate. În ciuda sălbăticiei locului, pe traseu existau case răsfirate și locuite ce se puteau folosi ca adăpost.
La nivelul anului 1866 clădirile din stațiune apăreau sub aspectul unei mănăstiri „ordinare”. Pe malul stâng al râului se afla biserica, înconjurată de chilii din piatră sau lemn cu scop de ședere a vizitatorilor, un han și un salon de dans, mai exista un foișor pentru muzicanți realizat grosier aproape de lăcaș, iar la intrare în așezare mai multe case.
Medicul Anastasiu Fetu a descris interiorul camerelor pentru vizitatori ca fiind mizerabil, unde două odăi formau câte un apartament ce se închiria cu prețul de 14–17 galbeni per ședere. Existau câte trei paturi din scânduri cu paie, o masă și două scaune, astfel trebuiau aduse de către vizitatori plapume, saltele, perne, ustensile de bucătărie și alte obiecte necesare. Din punctul de vedere al igienei, acestea au fost descrise ca fiind dispuse foarte rău, în curenți de aer, mizerie, purici și ploșnițe. Această stare a fost confirmată și printr-un raport al D. G. Metaxa și C. Dimonisiu din 12 iunie 1867, unde raportându-se la hrisovul prin care s-a predat stațiunea către epitropie, îndatorirea de la punctul 3 s-a concretizat numai prin construirea a 33 de odăi, realizate din nou, 27 din vălătuci și 6 din scânduri în stare de putrezire și care necesită reparate în fiecare an, fără pereți de cărămidă, fără plan de construcție, și cu temelie din piatră. S-a făcut o comparație cu perioada lui Mihail Nastasache, când se totalizau 60 de apartamente, dar în aceeași stare precară.

Slănicul Moldovei în 1872
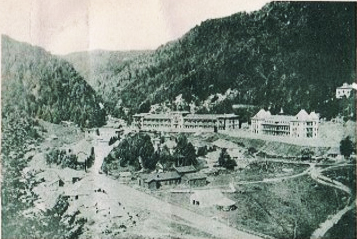
Centrul stațiunii
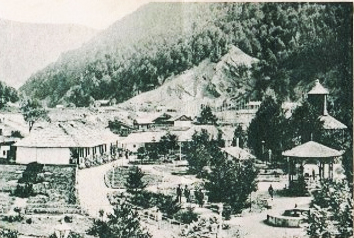
Viitorul parc, la acea vreme ocupat de primii coloniști
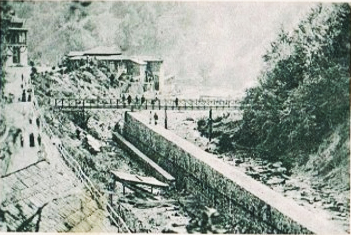
Construirea drumului către izvoare, în dreptul izvorului Sf. Spiridon
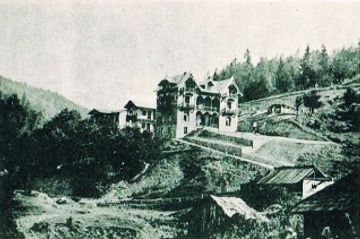
Vila Munteanu pe valea Dobrului
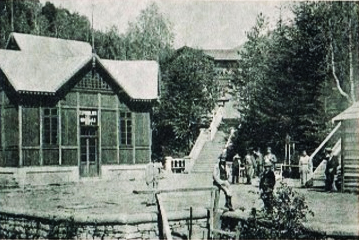
Izvoarele reci
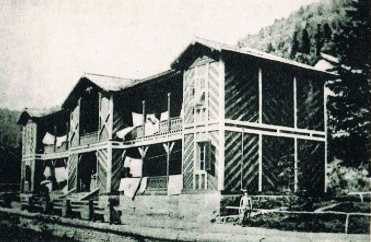
Izvoarele calde

### A doua etapă a dezvoltării

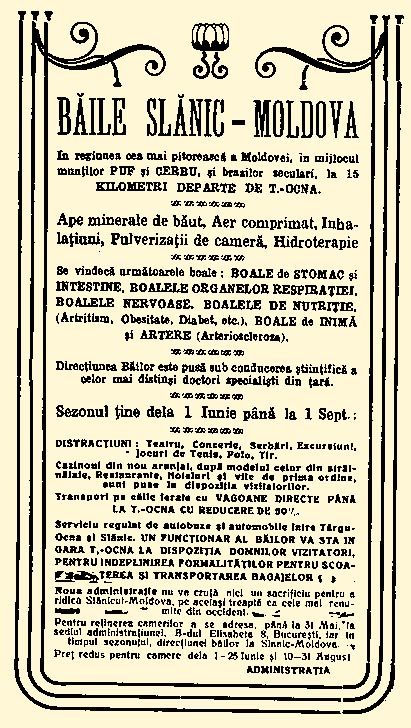
Reclamă la stațiunea Slănic Moldova într-un ziar din sec. al XIX-lea

Odată donată stațiunea către eforia casei Sfântul Spiridon, s-a început un proces de dezvoltare. Sub direcțiunea doctorului Collin așezarea Băile Slănic a fost construită repede, însă doctorul nu a lăsat nicio constatare scrisă cu privire la tratamentul balnear iar doctorii care au urmat nu au realizat o normă a tratamentului.
Epitropia Sfântul Spiridon a avut în vedere contractarea unui împrumut de 2 800 000 lei și a intrat în legătură cu o societate de construcții pentru realizarea a trei hoteluri mari, precum și case de administrație pentru băile calde și reci și altele, după planurile premiate ale arhitectului I. Slovak din Karlsbad.
În această perioadă s-au construit hotelurile „Racoviță” (între 1887–1912 în amintirea donatorului de pământ), „Puf”, „Cerbu”, „Zimbru”, „Nemira”, „Florilor”, „Oituz”, „Camelia” și numeroase vile. S-a început regularizarea cursului apei Slănicului prin îndiguiri și construcția de poduri și podețe. S-au captat apele izvoarelor, s-a inaugurat izvorul „Sfântul Spiridon” în anul 1895, s-au construit instalații moderne de de băi, inhalații, pulverizații, etc., s-a ridicat cazinoul dotat cu săli de teatru și concert, saloane de bal și jocuri. S-a mai construit o uzină electrică.
Arhitectura veche a hotelurilor și vilelor se compune din balcoane, cerdacuri și dantelării din lemn.

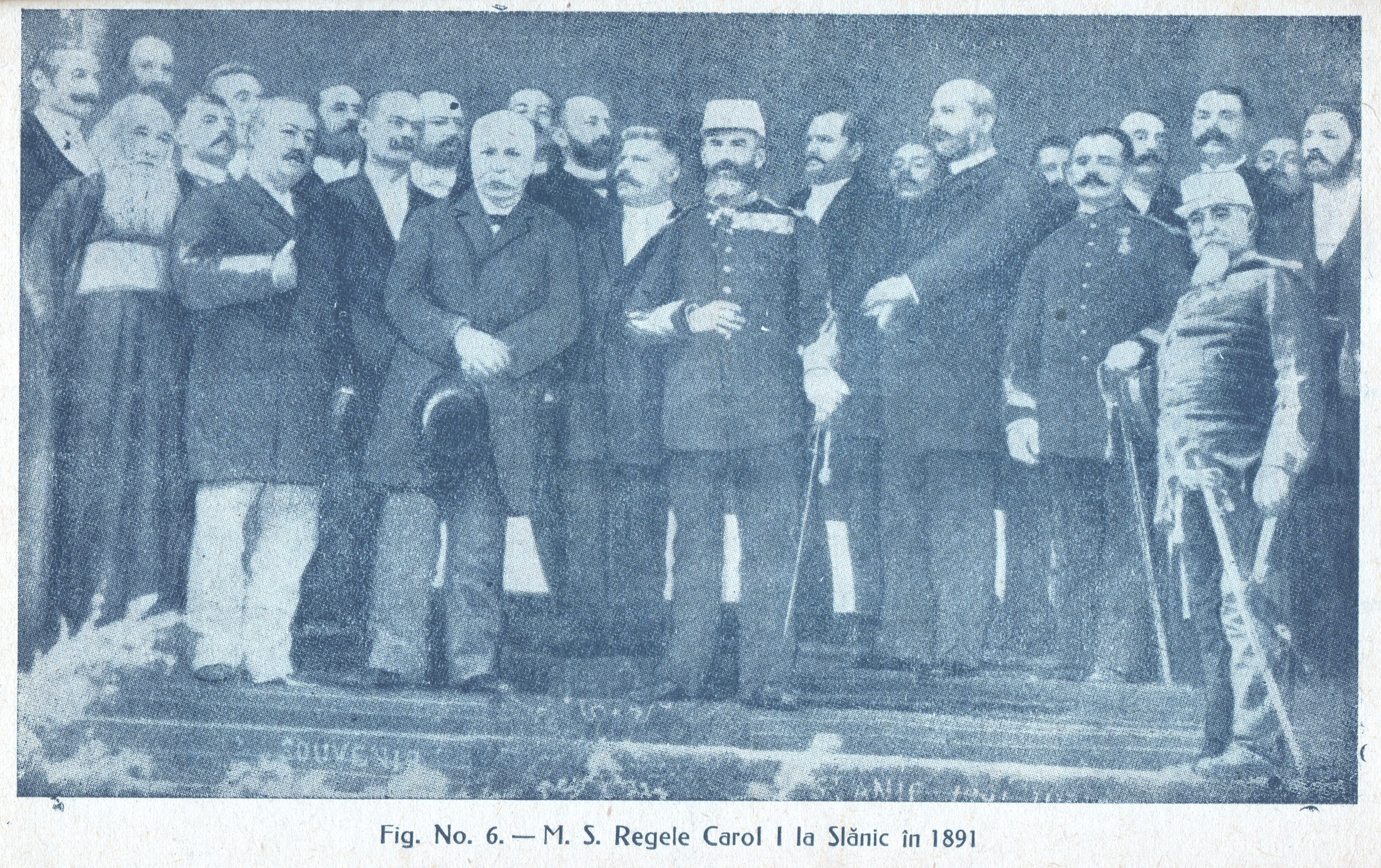
Carol I la Slănic (1891)

În anul 1891 stațiunea a fost vizitată de Carol I, rămânând impresionat de cele văzute. În perioada 1890-1916 a devenit cea mai de renume stațiune balneoclimaterică din țară.

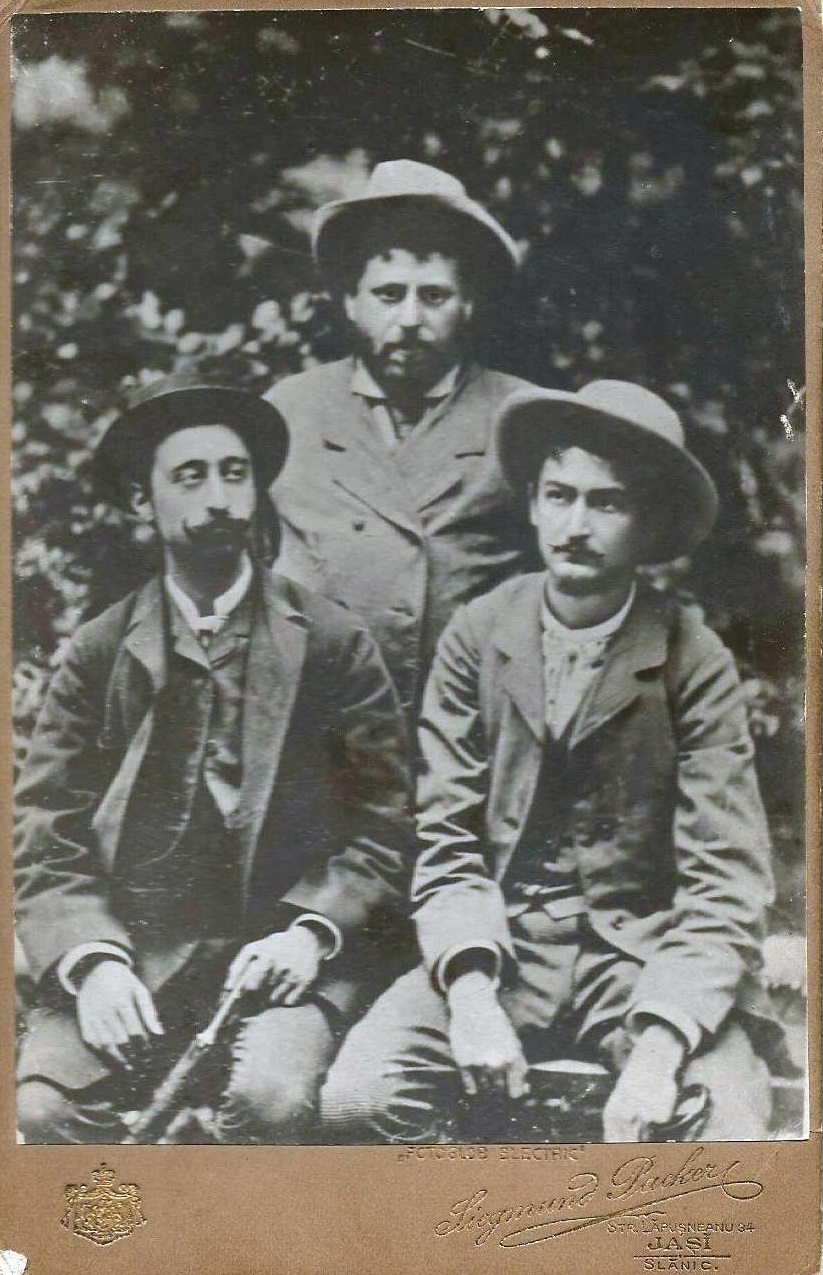
Ion Creangă (în picioare), Alexandru C. Cuza și N. A. Bogdan la sanatoriul balnear (1885)

Locul a fost vizitat de personalități ale vremii:  Wilhelm von Kotzebue, consulul Rusiei în Moldova, Nicolae Gane, scriitori ca Ion Creangă, Alexandru Vlahuță și alții. La vârsta de 8 ani, George Enescu a susținut primul său concert la vioară în stațiune.
La construcția șoselei Târgu Ocna–Slănic în anul 1890 a contribuit și inginerul Elie Radu, obiectivul necesitând numeroase poduri, viaducte, ziduri de sprijin, aparători contra apelor, parapeți pe marginile râpelor, etc.
Finalizarea construcției liniei ferate Adjud–Palanca și a șoselei Târgu Ocna–Slănic au pus în legătură stațiunea cu celelalte regiuni din țară. La începutul secolului XX, stațiunea se număra printre cele mai importante și era folosită din plin pentru cură și odihnă.
La sfârșitul secolului al XIX-lea, existau pe teritoriul actual al orașului satele Cerdac și Băile Slănic, în cadrul comunei Târgu Trotuș din plasa Trotușul a județului Bacău. Anuarul Socec din 1925 consemnează înființarea în aceeași plasă a comunei Slănic, cu satele Băile Slănic, Biserica, Satu Nou și Cerdac, având în total 215 locuitori.

### Distrugerea în Primul Război Mondial
În timpul teatrului de operațiuni militare din Primul Război Mondial în sectorul Oituz–Coșna–Cireșoaia, stațiunea a fost distrusă, izvoarele, hotelul „Racoviță” și diferite vile rămânând în ruine. De asemenea, a fost distrusă și uzina electrică.

### Refacerea
Distrugerile masive create în timpul războiului au făcut imposibilă refacerea ei la scurt timp, lucrările începând abia în anul 1922. Eforia Sf. Spiridon a hotărât, prin comisia formată din epitropul Gr. Teodoru, generalul doctor Nicolae Vicol și inginerul Gheorghe Balș concesionarea stațiunii pe un anumit număr de ani unei societăți străine și în acest sens s-au realizat câteva licitații, fără rezultat deoarece ofertanții aveau pretenții cu care eforia nu era de acord, cum ar fi concesionarea jocurilor de noroc.
S-a început renovarea stațiunii în regie proprie împreună cu unii proprietari de vile, prin amenajarea parcului, aleilor și rondurilor și montarea a 40 de felinare cu petrol pentru iluminare, soluție de moment până la concesionarea uzinei electrice în 1924 în vederea reparării ei, fiind terminată în anul 1927.
În următorii ani s-a restaurat Casa Administrației băilor cu 19 camere, hotelul „Dobru” cu 14 camere și casa mică de băi. S-au dezgropat osemintele eroilor căzuți în diferite locuri și s-a amenajat Cimitirul Eroilor. Ulterior tot prin concesiune s-a construit de către domnul Tomescu hotelul Central cu 3 etaje de lângă administrație, s-au adăugat 150 de bănci în parc iar cazinoul, dotat cu sala de muzică și cu pavilionul restaurant, a fost restaurat. S-a refăcut analiza apelor minerale pentru băi și pentru băut.

Conflagrația a avut urmări grave și după reamenajare, stațiunea nemaiavând potențialul turistic antebelic.

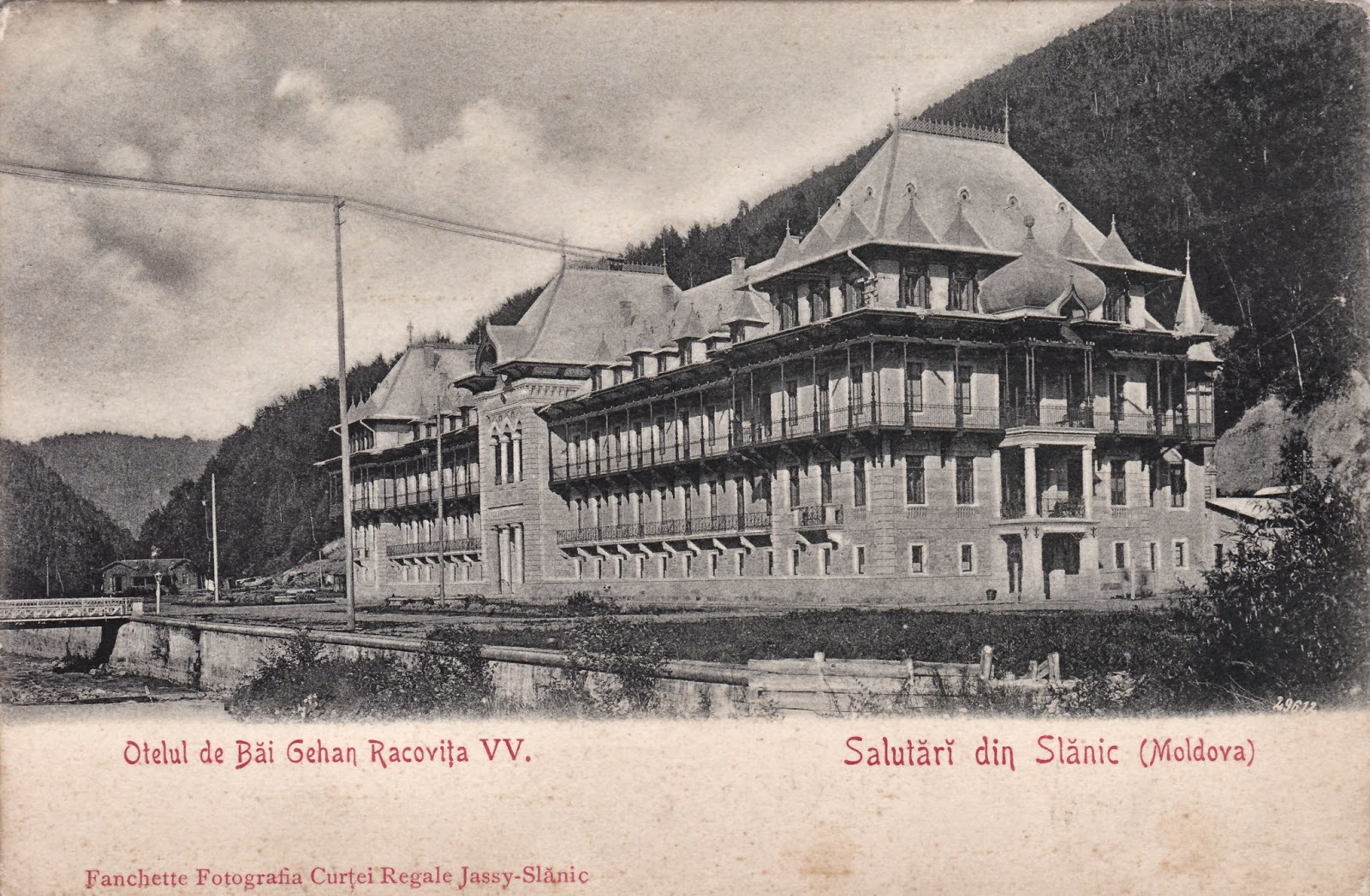
Hotelul Racoviță înainte de război
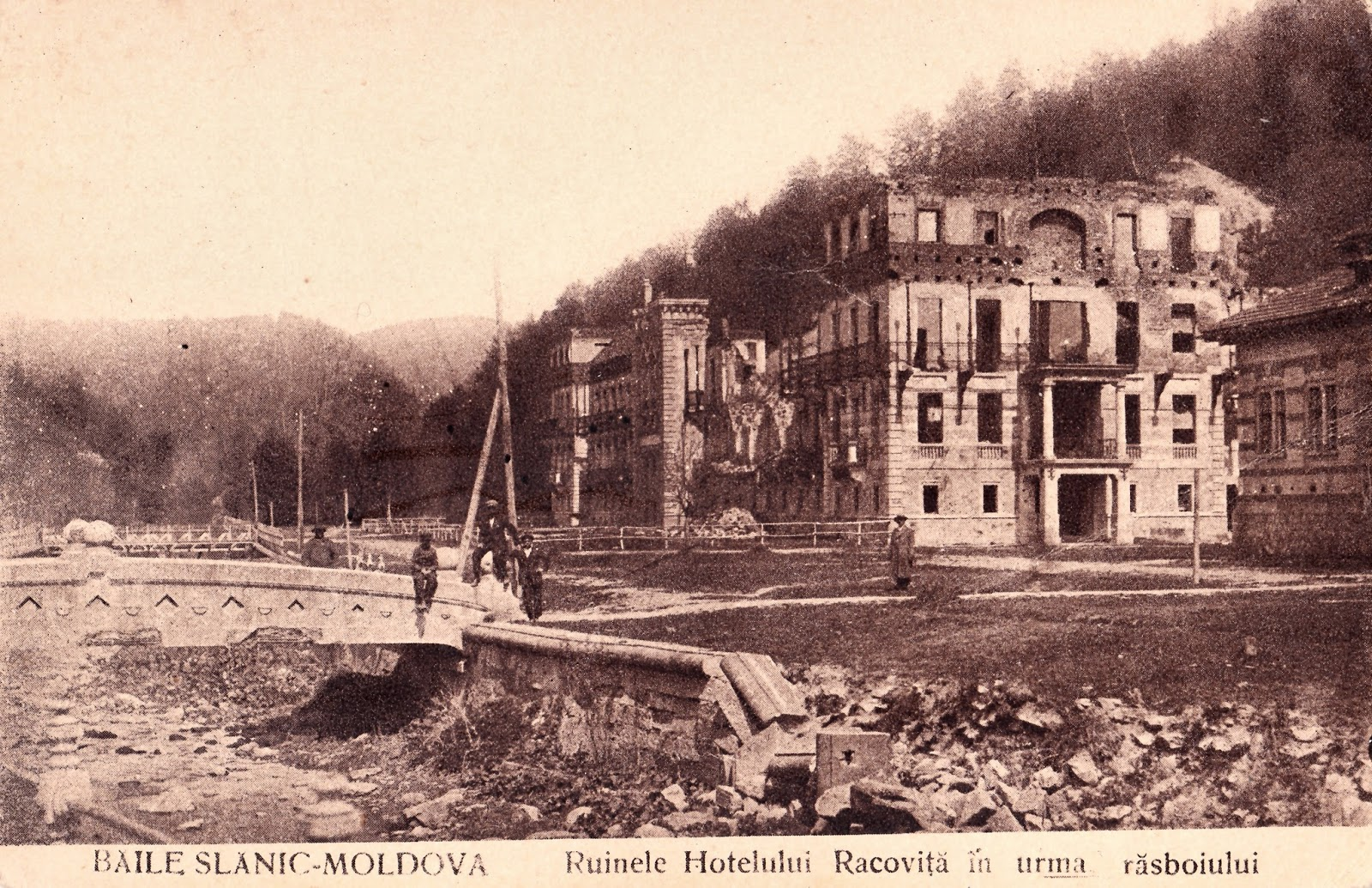
Hotelul Racoviță după război
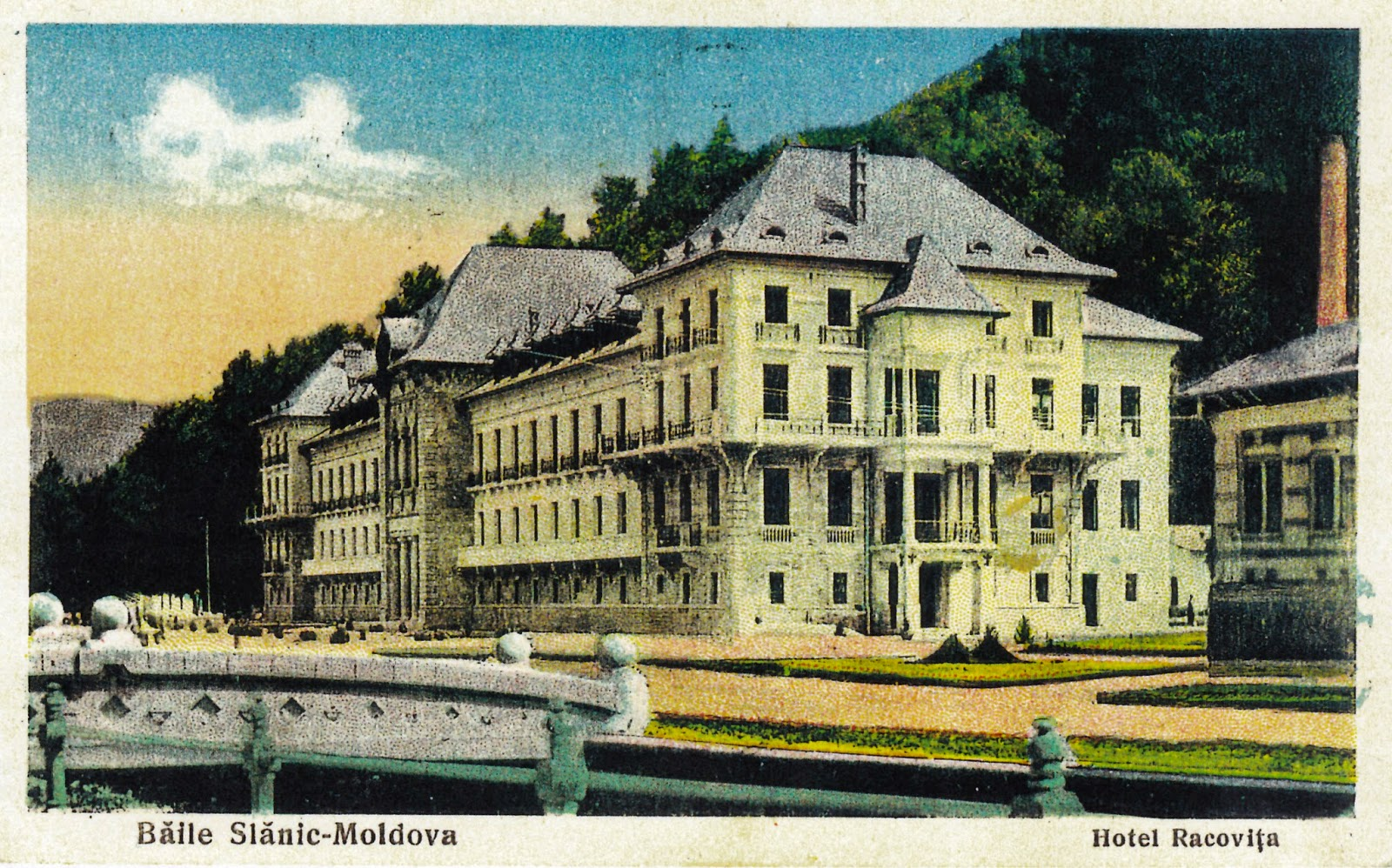
Hotelul Racoviță reparat
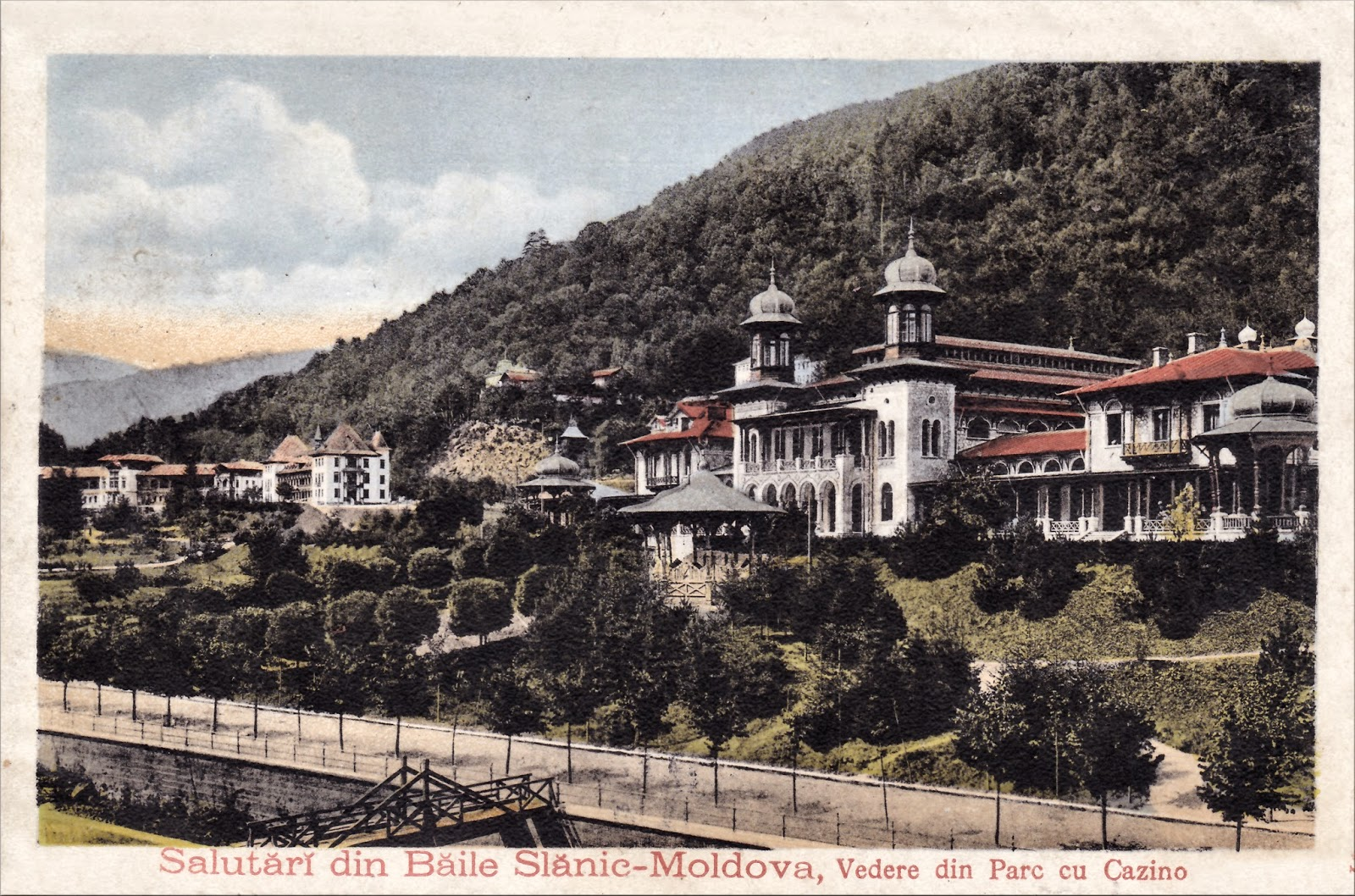
Cazinoul Regal
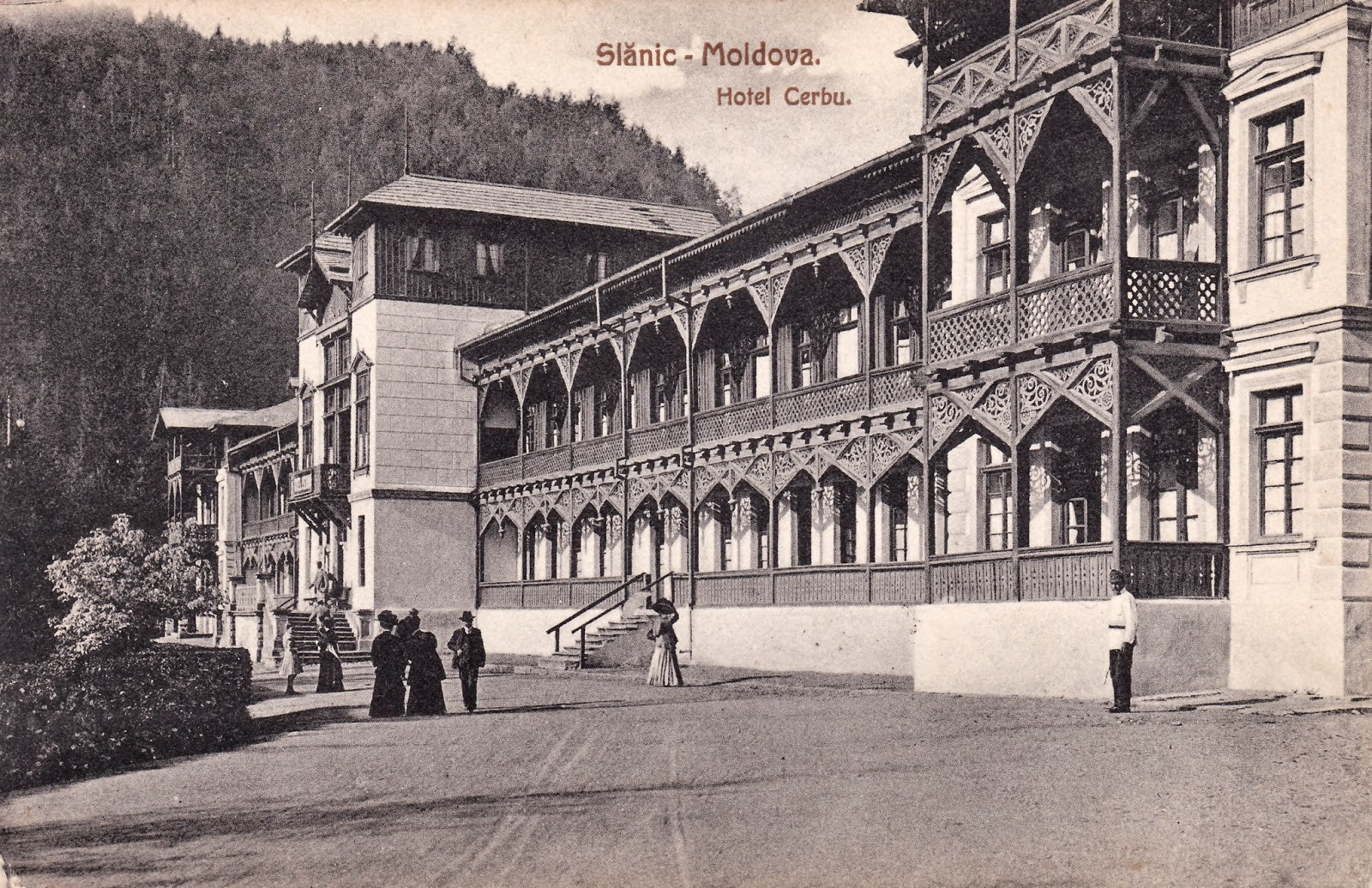
Hotelul Cerbu
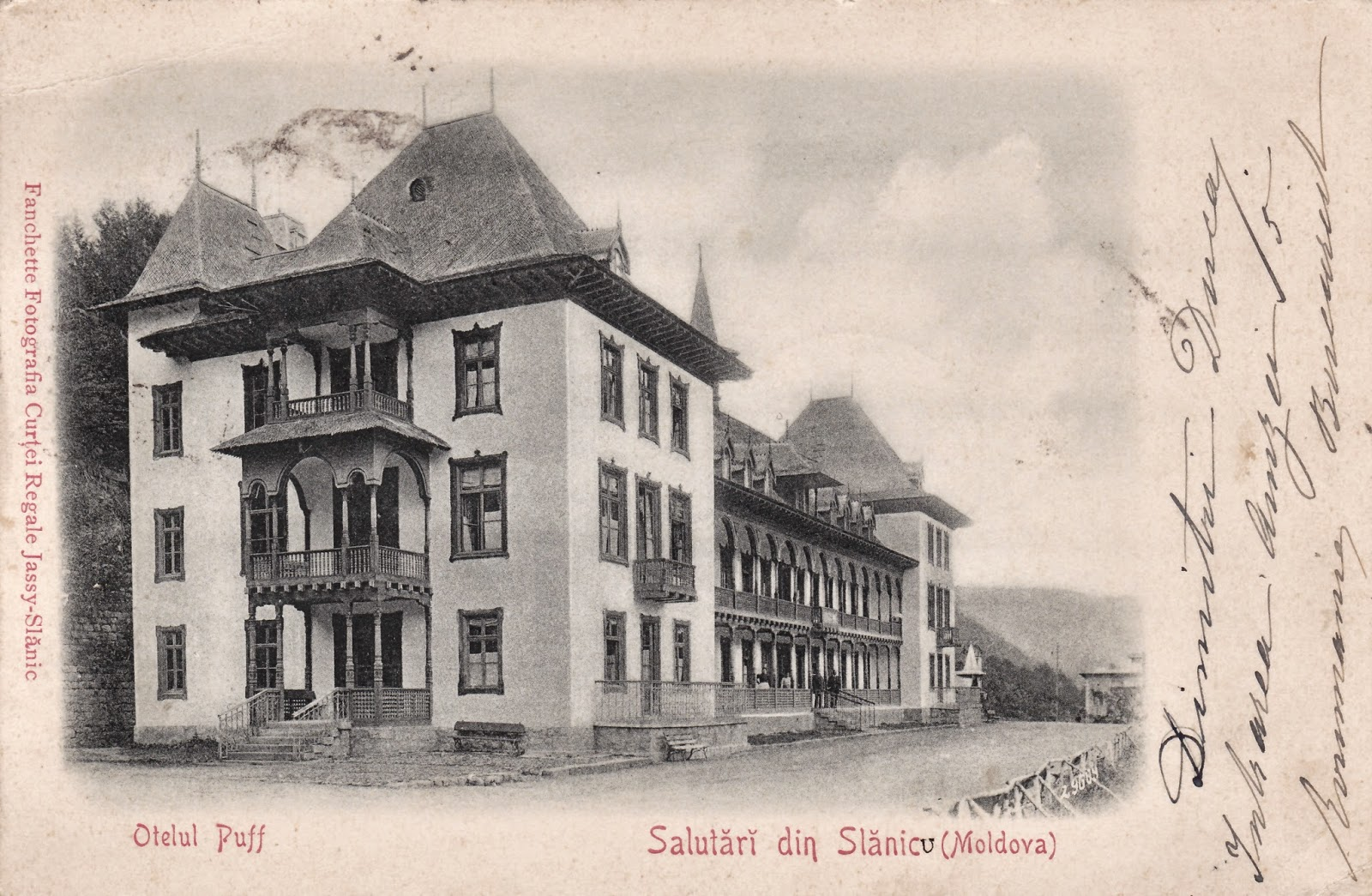
Hotelul Puf
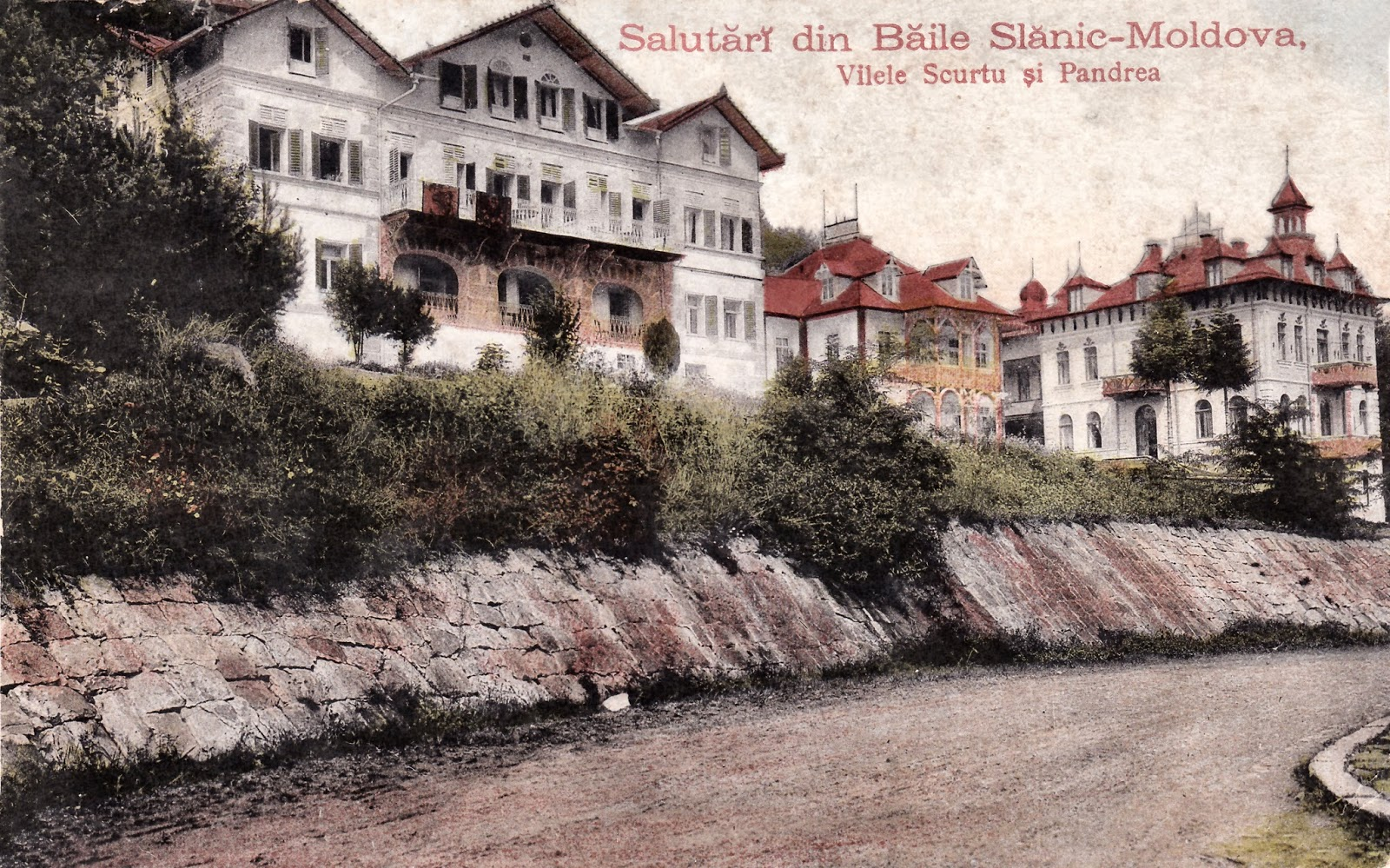
Vilele Scurtu și Pandrea

### Perioada celui de-Al Doilea Război Mondial
În anul 1942 a avut loc una dintre cele mai mari inundații ale stațiunii, care a distrus toate amenajările din partea de avale, la care s-a adăugat și distrugerile din cel de-al Doilea Război Mondial.
În ultimele luni ale războiului, la vila „Rica” a avut reședința generalul colonel Johannes Frießner, comandantul Grupului de armate germane „Ucraina de Sud”. Devenind oraș de frontieră cu ocazia Dictatului de la Viena, la hotelul „Racoviță” a fost adăpostit Comandamentul german al frontului „Ucraina de Sud”, retras rapid în a doua zi după 23 august 1944.

### Perioada postbelică

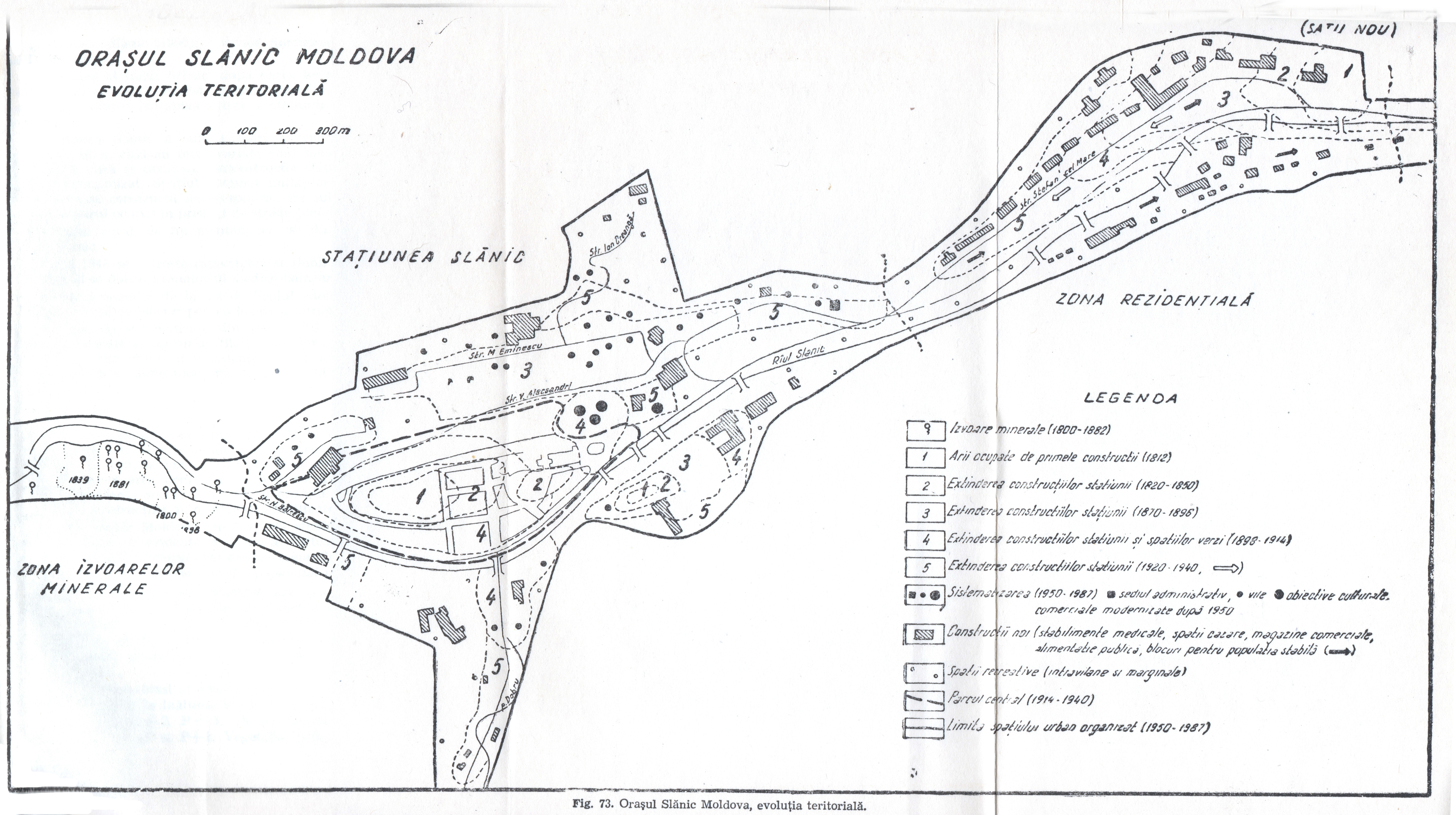
Harta evoluției teritoriale până în anul 1989

După naționalizarea din 1948 stațiunea intră într-o nouă etapă de dezvoltare, construindu-se clădiri noi și extinzându-se rețelele de apă și încălzire. S-a înființat o linie permanentă de autobuze între Târgu Ocna și stațiune iar în anul 1964 s-a introdus televiziunea prin intermediul unui releu montat în apropiere. S-a mai construit un complex alimentar, unul meșteșugăresc și magazine. S-a dezvoltat sanatoriul balnear și s-a deschis o policlinică balneară. Zona izvoarelor a fost modernizată iar în ultimii ani ai perioadei socialiste au fost construite o mofetă, camping, complex gospodăresc, etc.
În 1950, comuna a trecut în administrarea raionului Târgu Ocna din regiunea Bacău, și-a schimbat în timp numele în Băile Slănic, după satul de reședință, și a căpătat statutul de oraș raional; la rândul său, satul Biserica (sau Biserica-Slănic) a fost rebotezat în 1964 în Cireșoaia. În 1968, orașul a revenit la județul Bacău, reînființat și și-a schimbat denumirea în Slănic-Moldova.
În continuare s-a sistematizat în stațiune zona locuințelor personalului prin construcția unor blocuri de locuințe și s-a extins tratamentul pentru pacienții cu afecțiuni respiratorii prin deschiderea în anul 1971 a unui sanatoriu subteran la Salina Târgu Ocna.

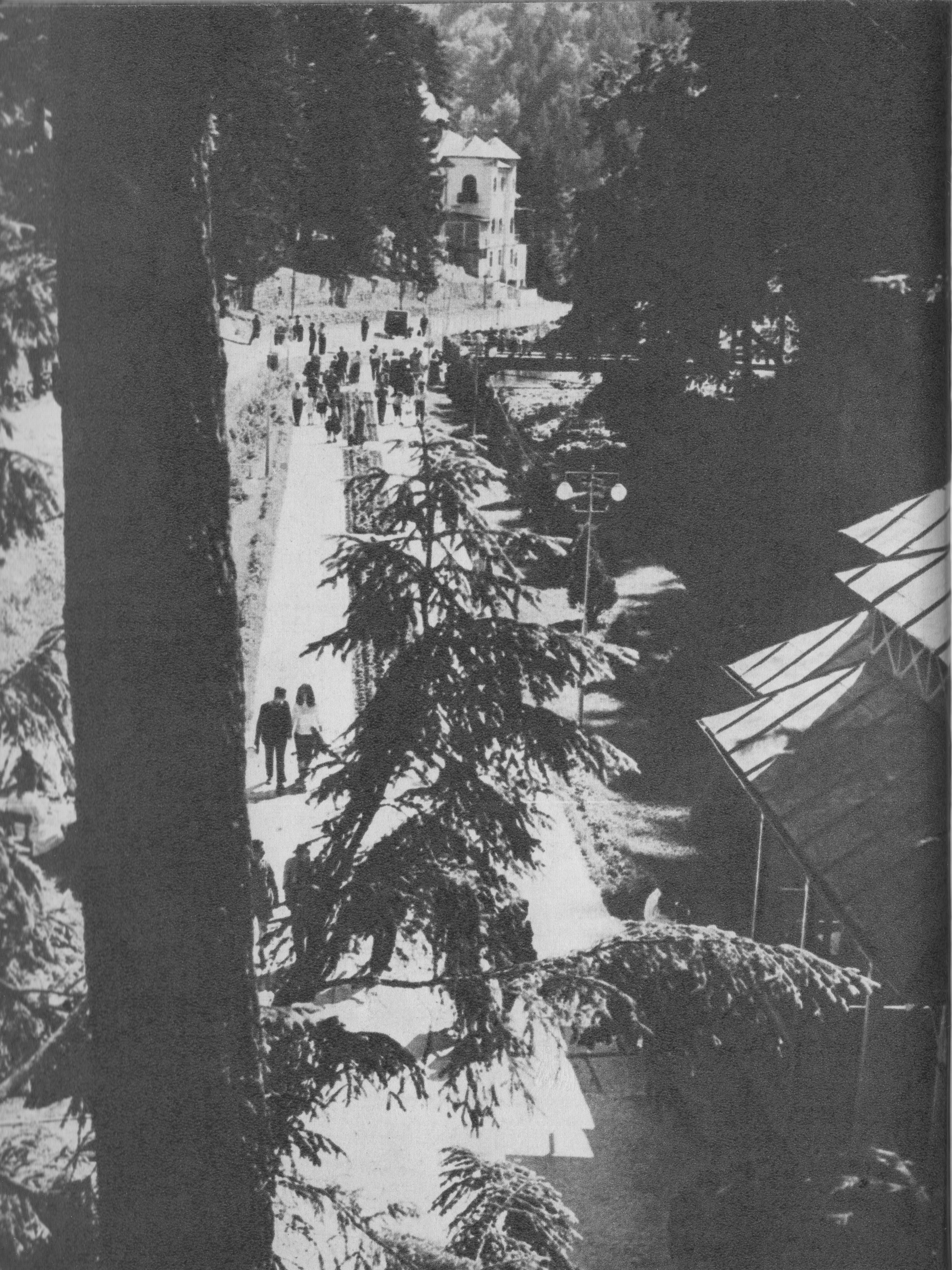
Peisaj deasupra izvorului nr. 1
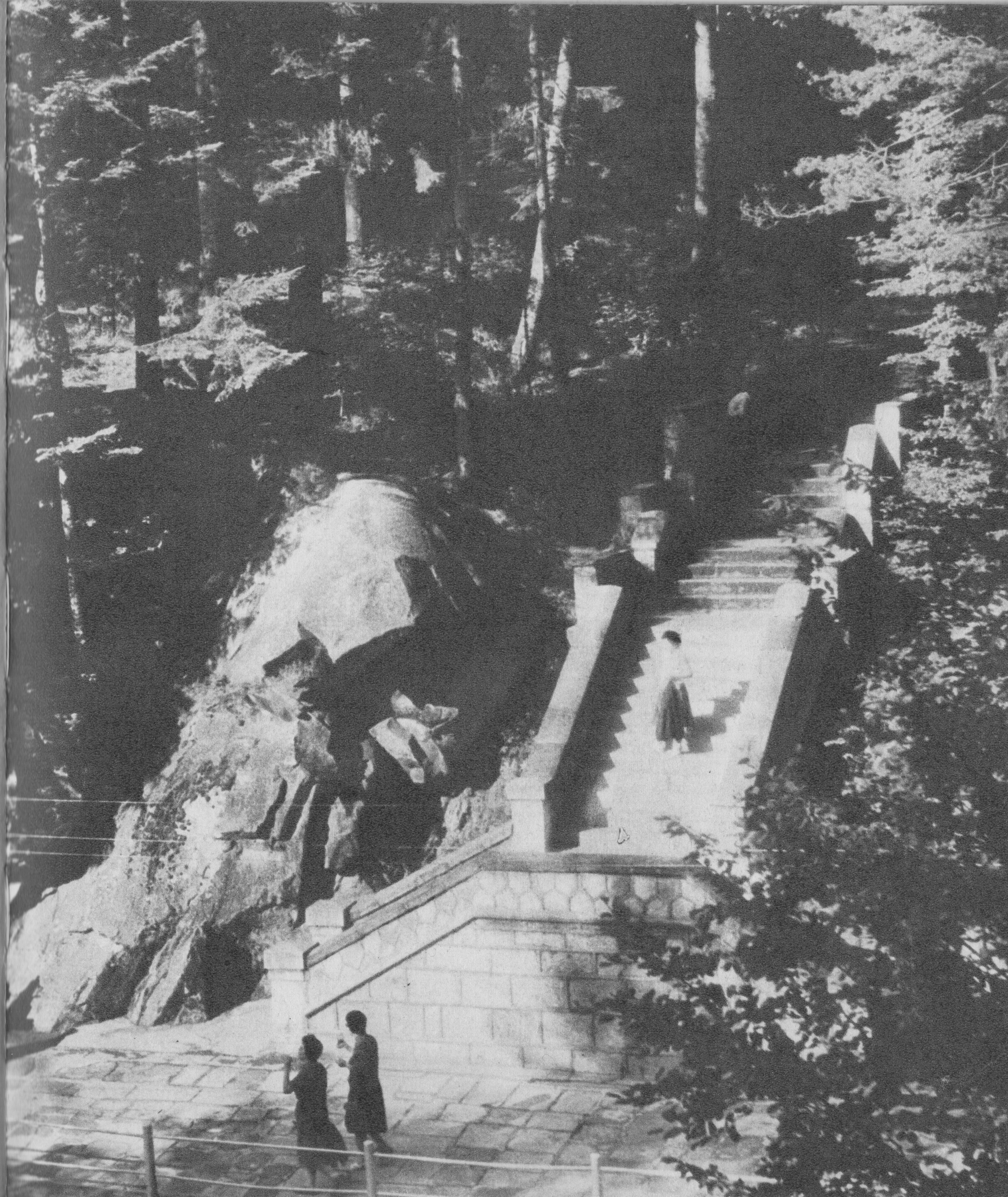
Scările după izvorul nr. 1 (aleea Dr. Colin)
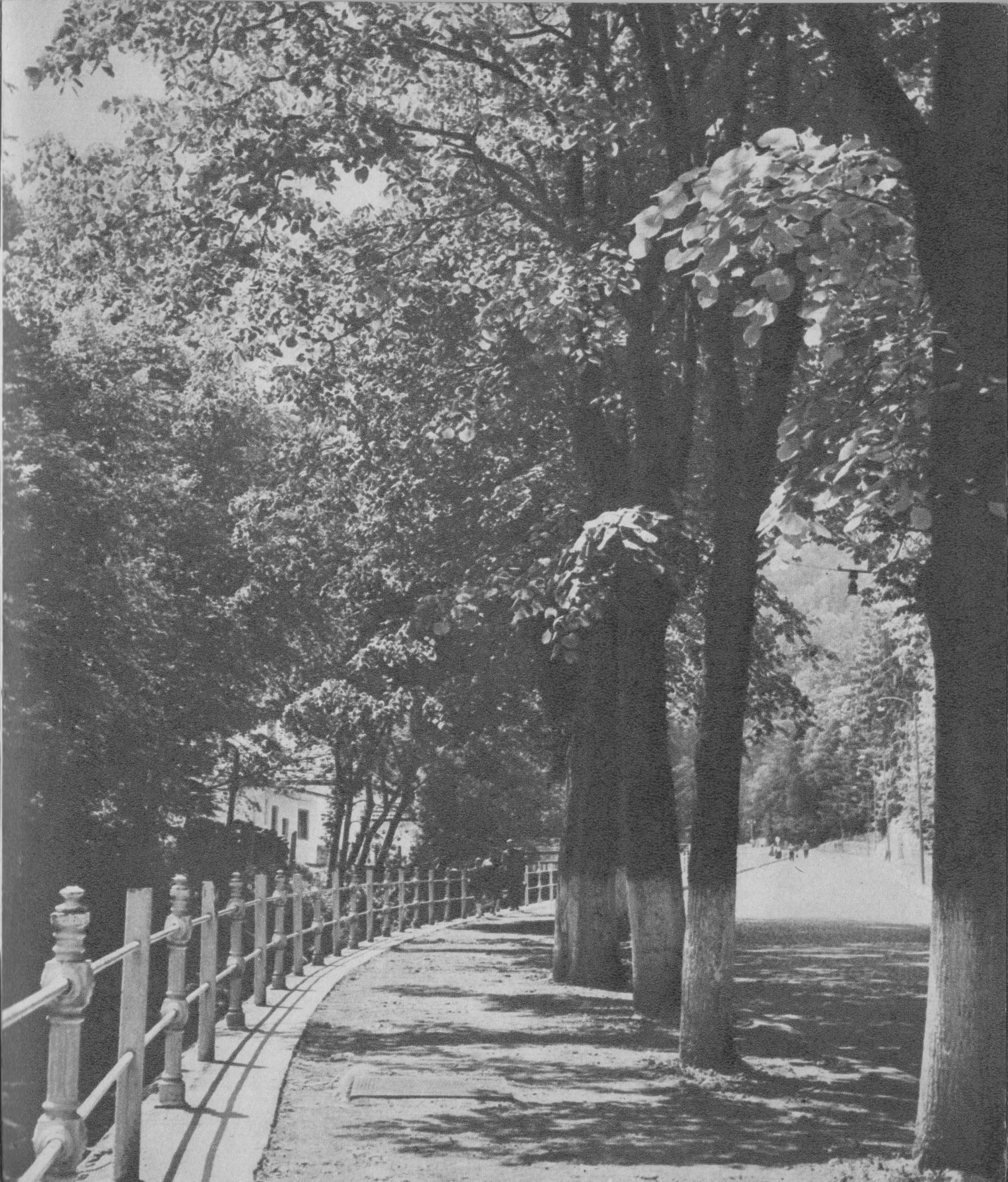
Alee pe lângă râul Slănic
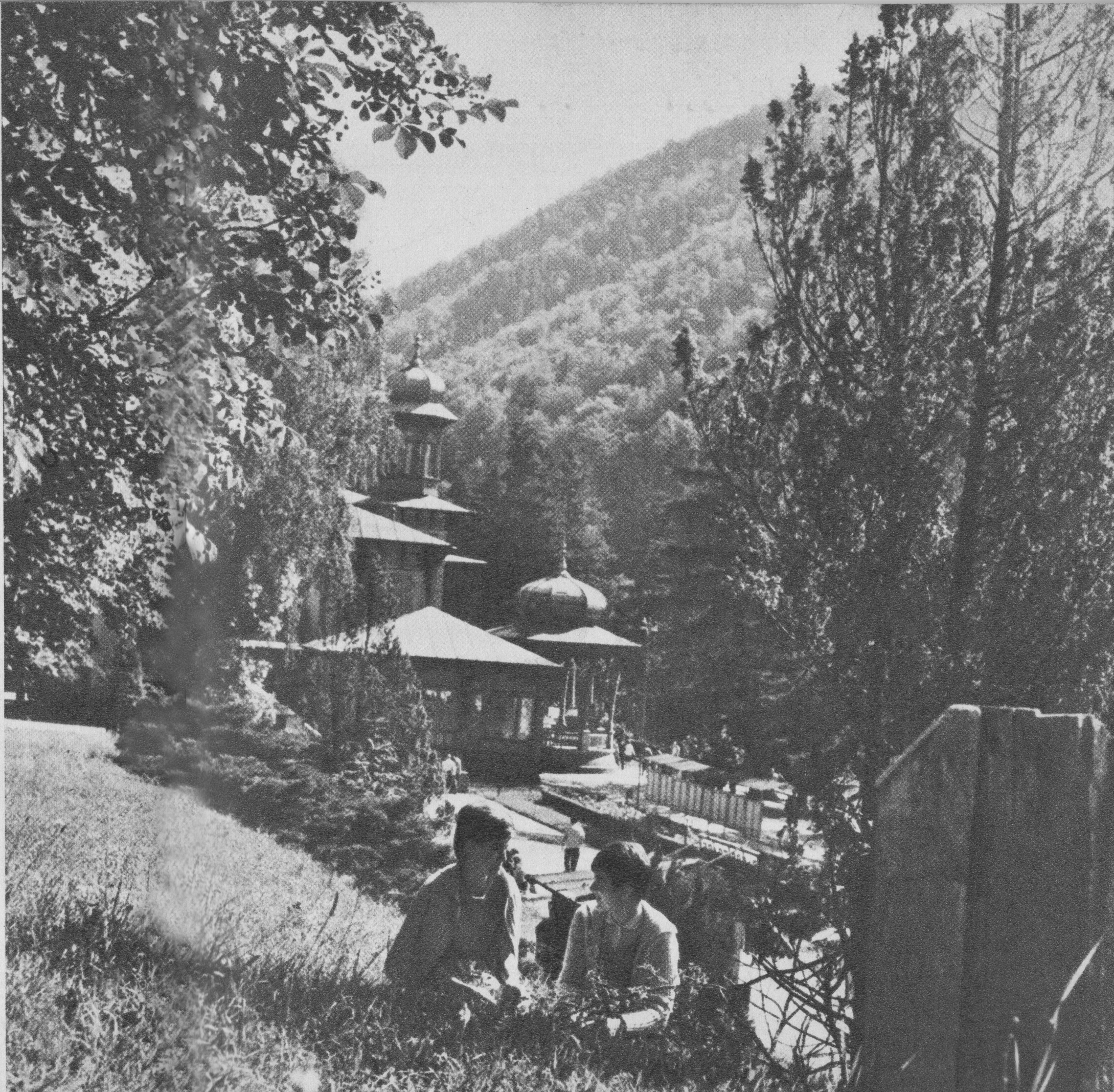
Parcul central
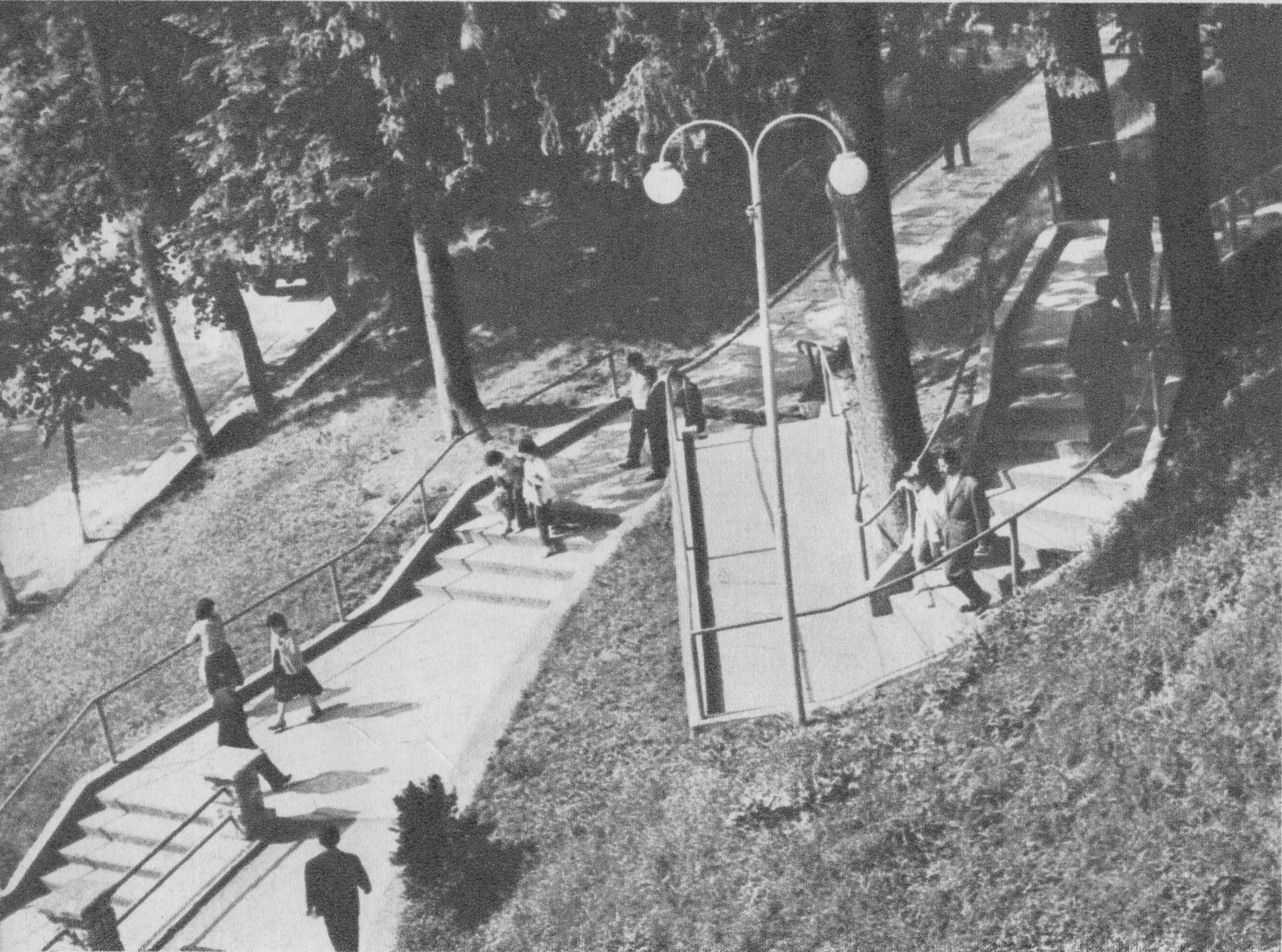
Scări spre izvoare

S-a mai înființat Teatrul Popular de lângă Casa de Cultură dotată cu bibliotecă și club, s-au amenajat terenuri de sport, o popicărie, parc de distracții pentru copii, săli de jocuri mecanice.
În ultima parte a anilor 1980 stațiunea a găzduit anual 75.000 de turiști și pacienți, față de nivelul anilor 1960 cu 30.000 de oameni, devenind o stațiune de tratament hidromineral cu caracter permanent.
În 1971 a fost construit hotelul „Perla”, fiind cel mai mare hotel din stațiune cu o capacitate de 174 de locuri. Acesta este dotat cu două restaurante, bar, salon de recepție, microbază de tratament, cabinete de consultații de balneologie și geriatrie, etc.
În anul 1987 a fost inaugurat Complexul turistic „Cerdac”, care cuprindea un restaurant, grup gospodăresc și spații de cazare.

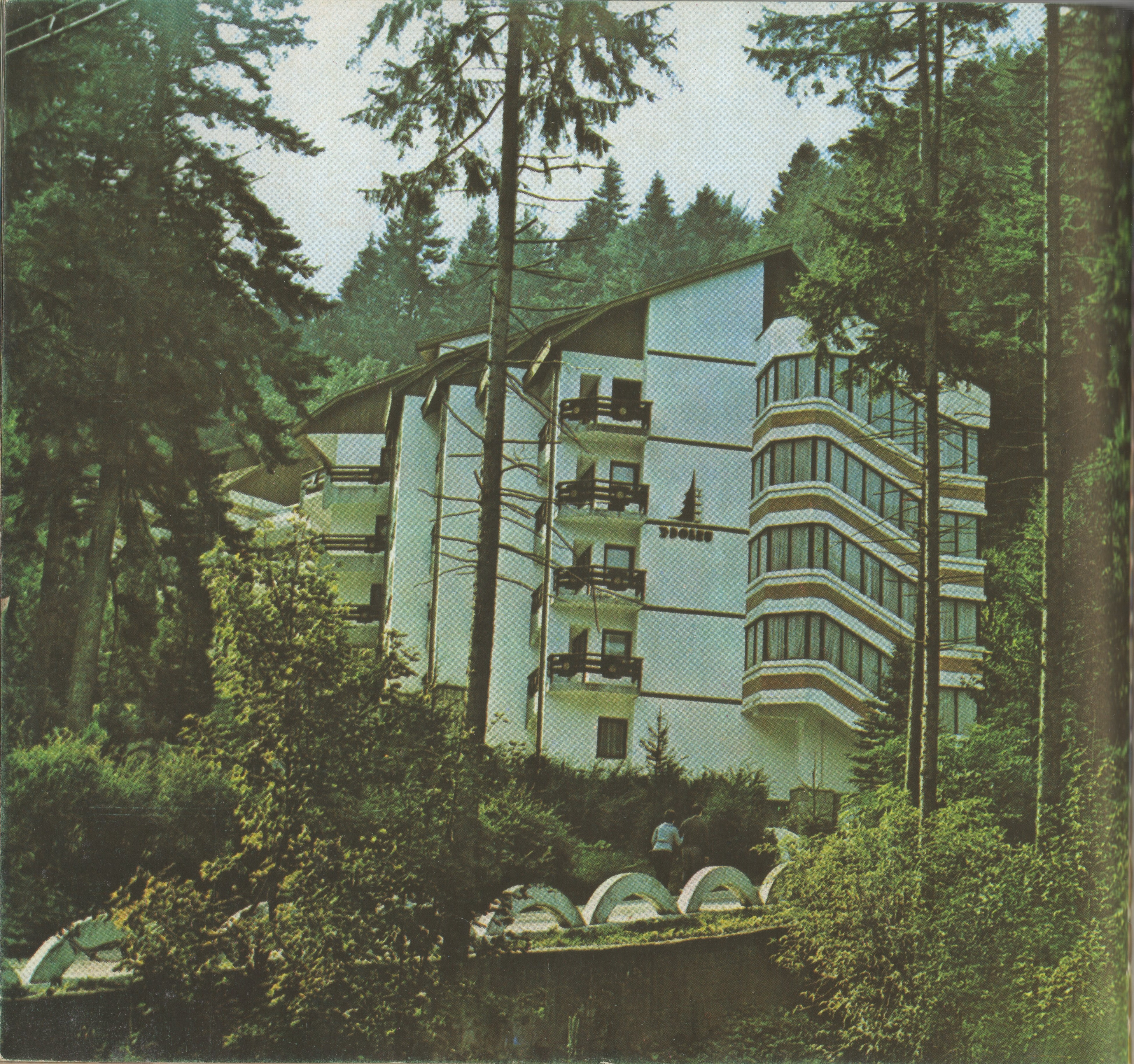
Hotelul „Dobru”
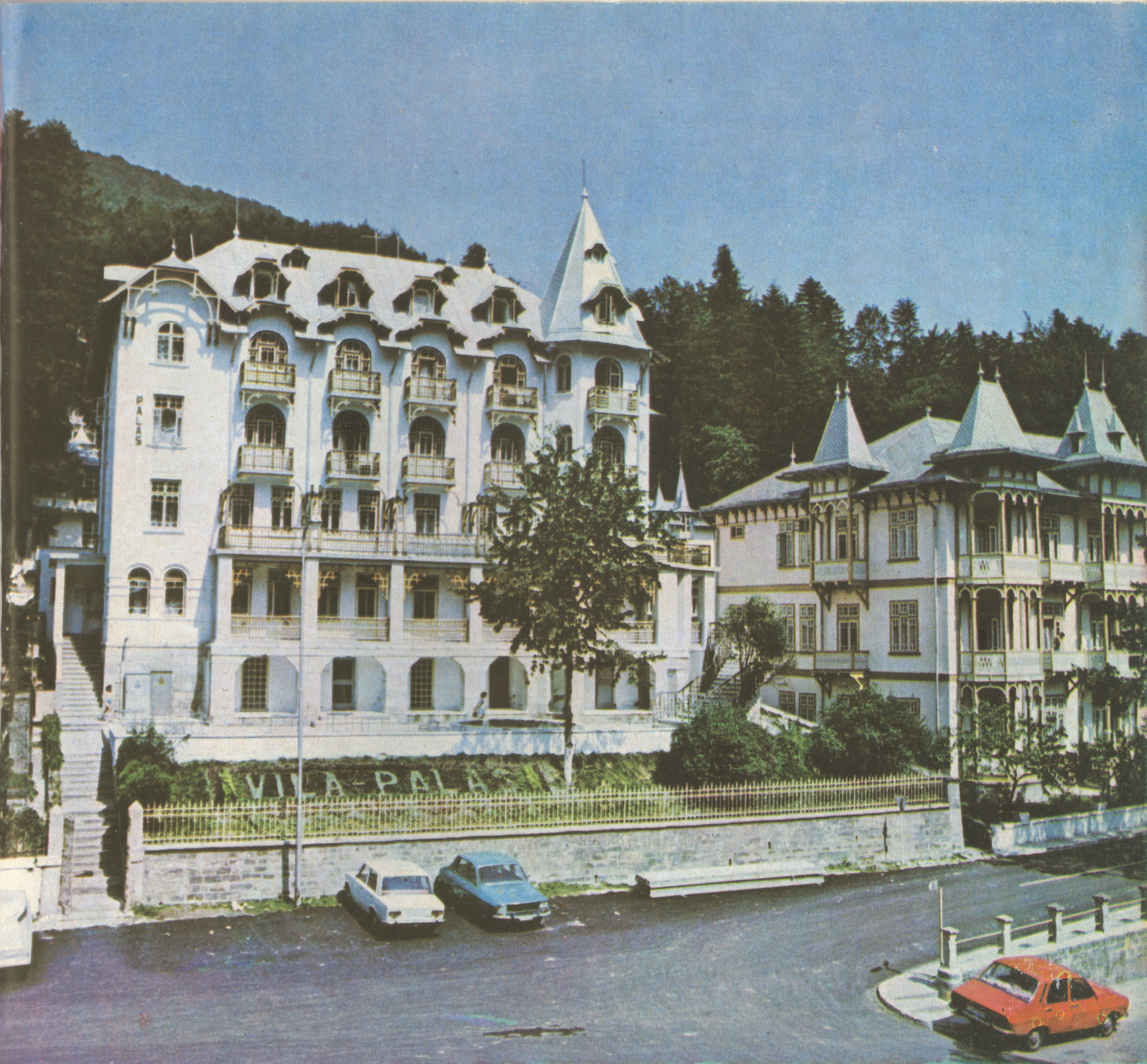
Hotelul „Palas”
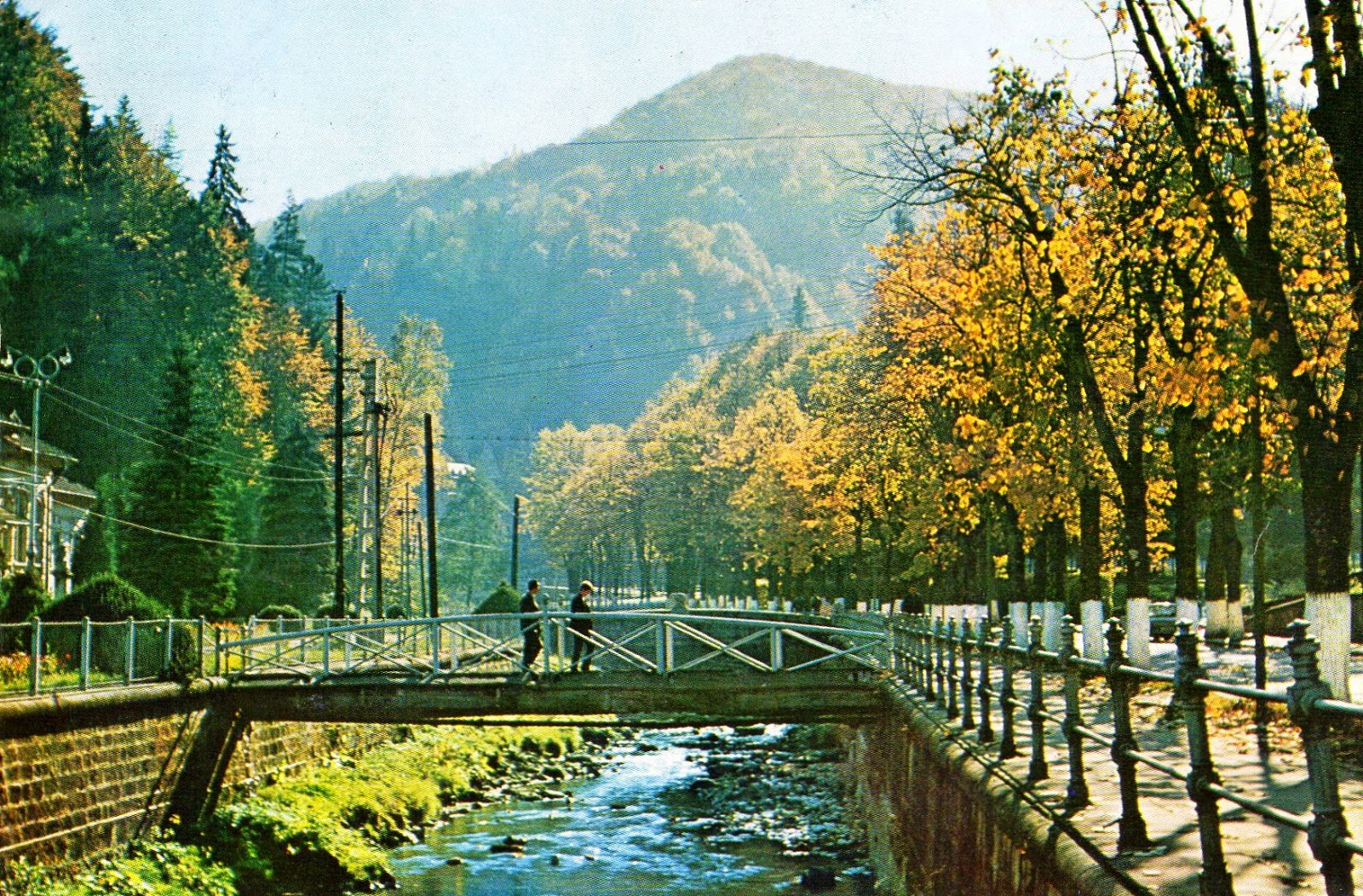
Râul Slănic și muntele Dobru în dreptul hotelului „Racoviță”
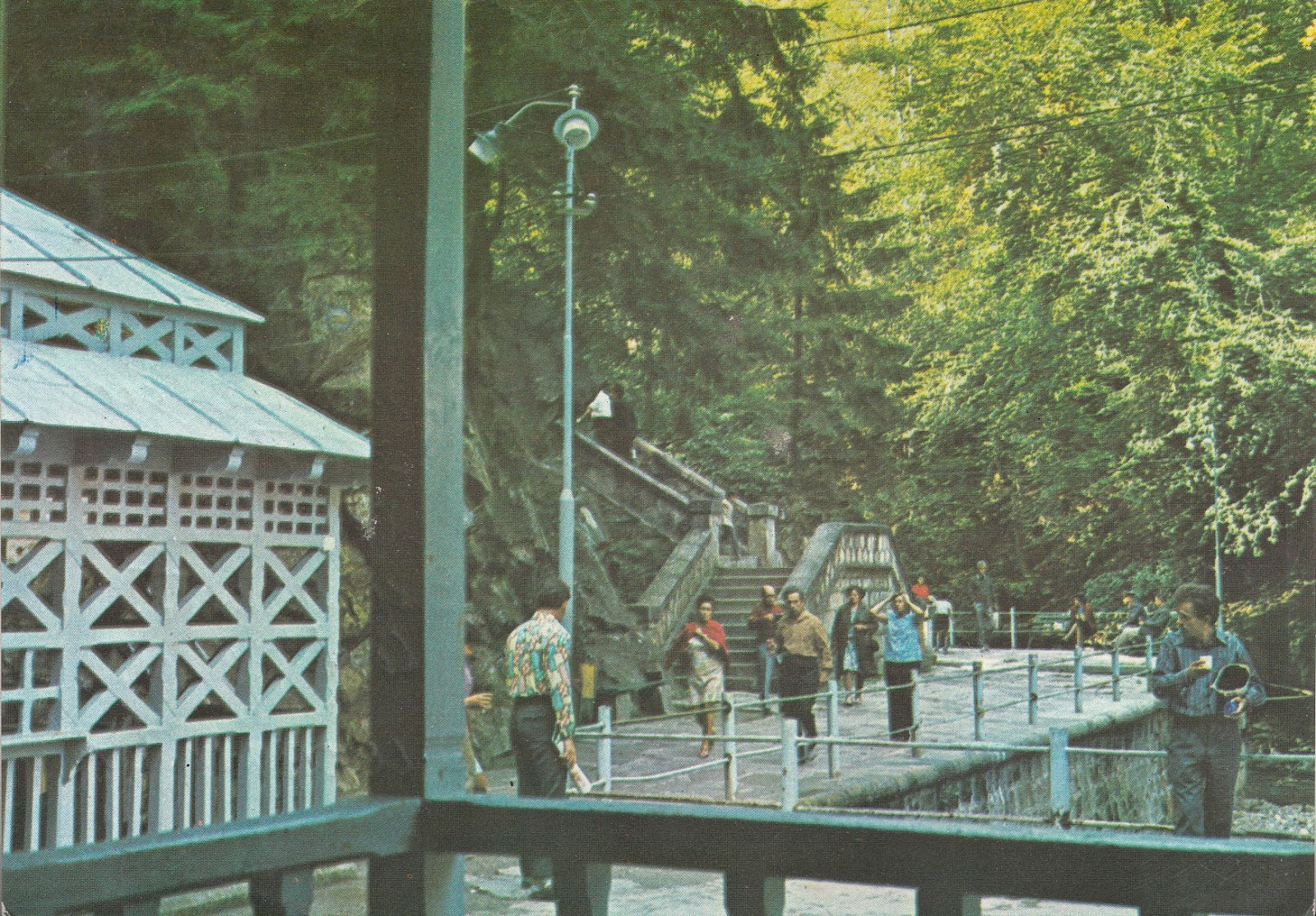
Izvorul nr. 1
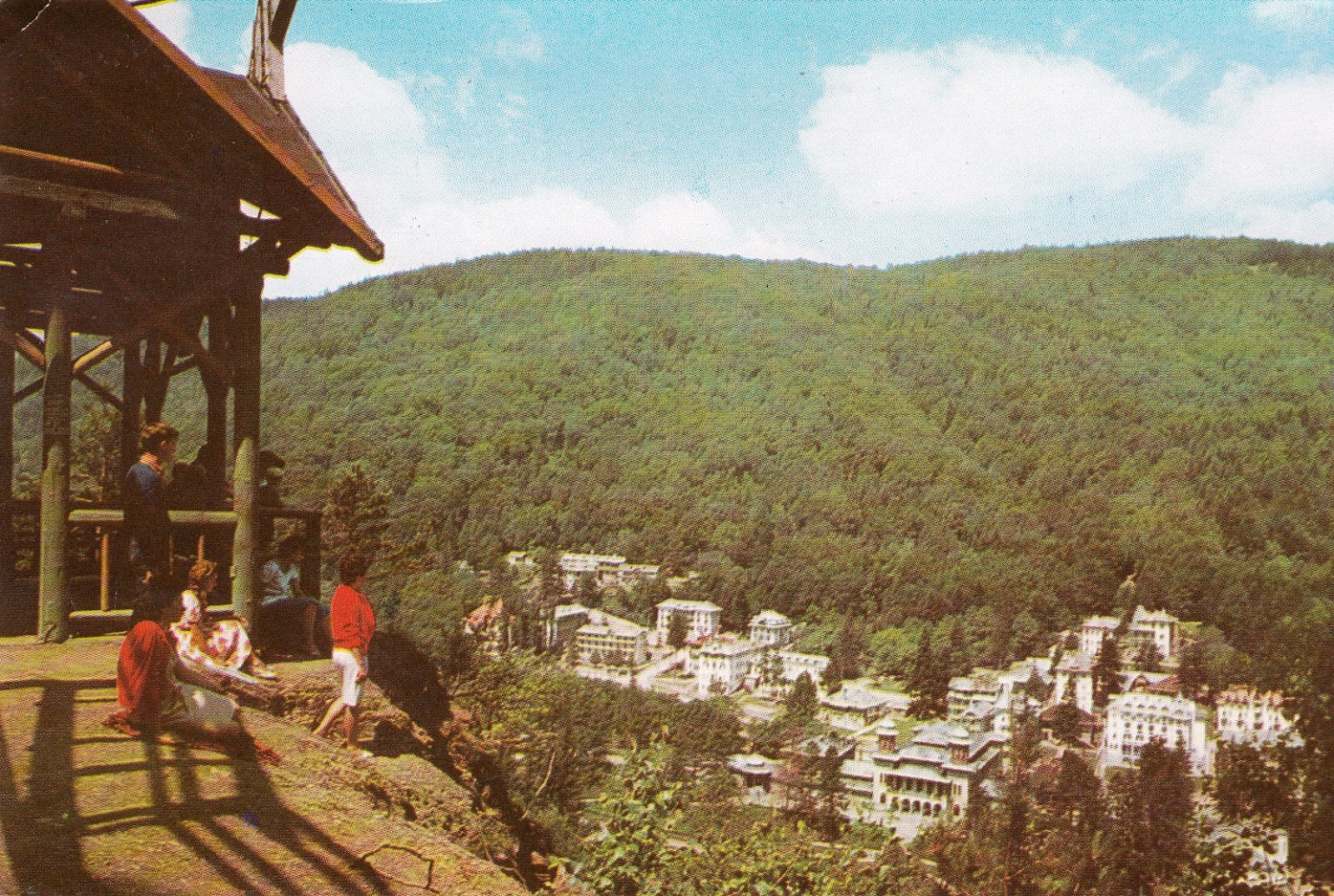
Peisaj

## Monumente istorice
La Slănic-Moldova se află cazinoul construit în 1894, monument istoric de arhitectură de interes național. În rest, alte două obiective din oraș sunt incluse în lista monumentelor istorice din județul Bacău ca monumente de interes local: fosta primărie din strada Vasile Alecsandri nr. 2 (construită între 1870 și 1890) este clasificată ca monument de arhitectură; iar plăcuța memorială de la Izvorul 1 (plasată în 1927) este clasificată ca monument memorial sau funerar.

## Apele minerale

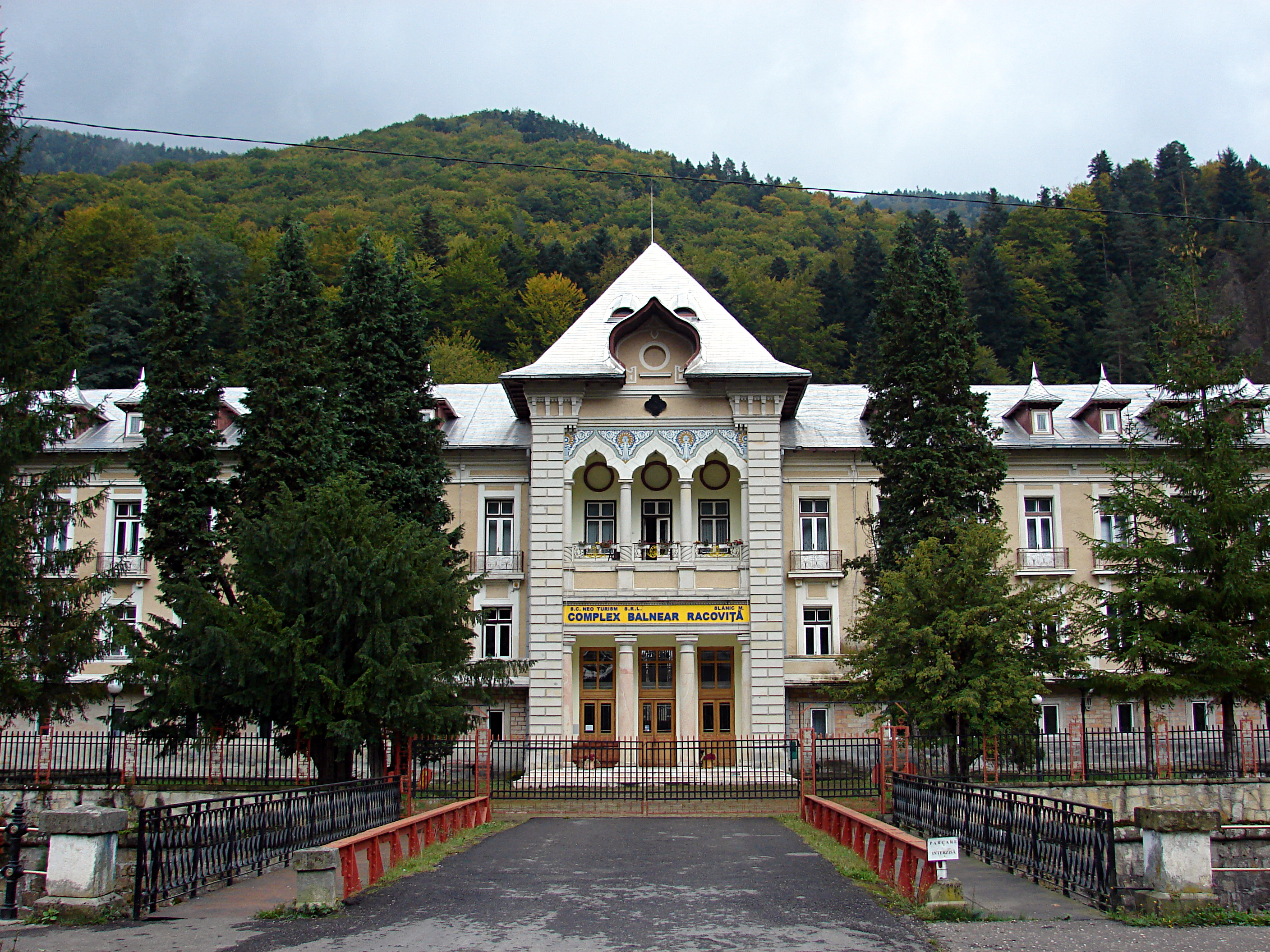
Complexul Balnear Racoviță

Stațiunea este renumită pentru izvoarele sale de ape carbonate, bicarbonatate, ușor sulfuroase, clorate, sodice, hipertonice, hipotonice și oligominerale.  	
În 1852 s-au efectuat primele teste chimice, până atunci apele fiind întrebuințate la întâmplare. iar în 1877 au apărut primele instalații balneare. De-a lungul timpului, calitățile apelor minerale descoperite aici au fost confirmate prin medaliile obținute la expozițiile internaționale de la Paris, Viena sau Frankfurt pe Main. Specialiștii le-au comparat cu apele minerale de la Karlovy Vary, Marienbad, Aix-la-Chapelle, Vichy, Aix-les-Bains etc.  	
Cercetătorii dr. G. Tudoran și dr. C. Băltăceanu au remarcat în anul 1924, după realizarea unor studii, că „apele de la Slănic reprezintă o asociere fericită, pusă la îndemâna medicului pentru a trata mai toate bolile de stomac, intestine, ficat, boli de nutriție; este un capriciu al naturii; s-a spus ca la Slănic să fie izvoare pentru toate bolile aparatului digestiv, cum nu există în nici o stațiune din lume.”
Botezată „Perla Moldovei”, Slănic Moldova asigură tratament pentru tulburări digestive (gastrite cronice hipoacide  și hiperacide, ulcere gastrice și duodenale, la un interval de cel puțin 3 ani de la faza dureroasă, afecțiuni stomacale postchirurgicale, colite cronice atipice, colon inflamabil, constipație cronică), boli hepatobiliare (dischinezie biliară, colicistită cronică, indiferent de calculi, stări postoperatorii în boli ale ficatului), boli metabolice și nutriționale (diabet melitus, forme ușoare și intermediare, obezitate), boli ale rinichiului și urinare (stări de după tratamentul infecțiilor urinare, acolo unde nu au existat leziuni sau dereglări renale).  	
Cura externă cu apele minerale de la Slănic Moldova ajută la tratamentul bolilor reumatismale degenerative și diartritice, al celor cardiovasculare și respiratorii (astma alergică, traheobronșite cronice, rinosinuzite cronice, emfizem pulmonar), tratamentul bolilor endocrine (stări prepubertale la copii hiperreactivi), al bolilor ginecologice (sindrom ovarian menopauzal) și al altor boli. Pentru cura internă cu apă minerală se recomandă izvoarele nr. 1, nr. 8 și 8 Bis (aflate în același pavilion) și izvoarele nr. 1 bis, nr. 3 și nr. 10 (aflate într-un alt pavilion). Aici există instalații pentru băi calde în cada cu apă minerală, instalații pentru terapie respiratorie (aerosoli și inhalații), electroterapie și hidroterapie, bazine pentru kinetoterapie, mofete, instalații pentru tratamentul anumitor boli vasculare periferice, și pentru gimnastica medicală.  	
Pacienții pot ajunge cu autocarul la Târgu Ocna (18 km), unde există un sanatoriu balnear subteran, cu un microclimat de salină și o stație de îmbuteliere a apei minerale. Stațiunea dispune de numeroase hoteluri și vile și de un complex sanatorial. 	